# シン・エヴァンゲリオン劇場版
『シン・エヴァンゲリオン劇場版𝄇』（シン・エヴァンゲリオンげきじょうばん / EVANGELION:3.0+1.0 THRICE UPON A TIME）は、2021年3月8日に公開された日本のアニメーション映画。『ヱヴァンゲリヲン新劇場版』4部作の4作目である。カラー制作。庵野秀明脚本・総監督。
略称は「シン・エヴァ」「シンエヴァ」。
4部作の完結作であり、原作『新世紀エヴァンゲリオン』から25年間続いた『エヴァンゲリオン』シリーズの最終作でもある。さまざまな事情によって公開時期が当初の予定から延期されており、公開までに前作『:Q』から8年以上を要することとなった。また、2021年6月12日より多くの劇場で『EVANGELION:3.0+1.0』から映画本編映像のカット単位の細かな修正や差し替えを行った新バージョン『EVANGELION:3.0+1.01』版が上映された。

## タイトル
作品のイメージカラーは白（ ）。なお、タイトルの『𝄇』の部分は、演奏記号のリピート記号（）が正式表記である。英字ロゴは総監督を務める庵野秀明の手書きによるものである。

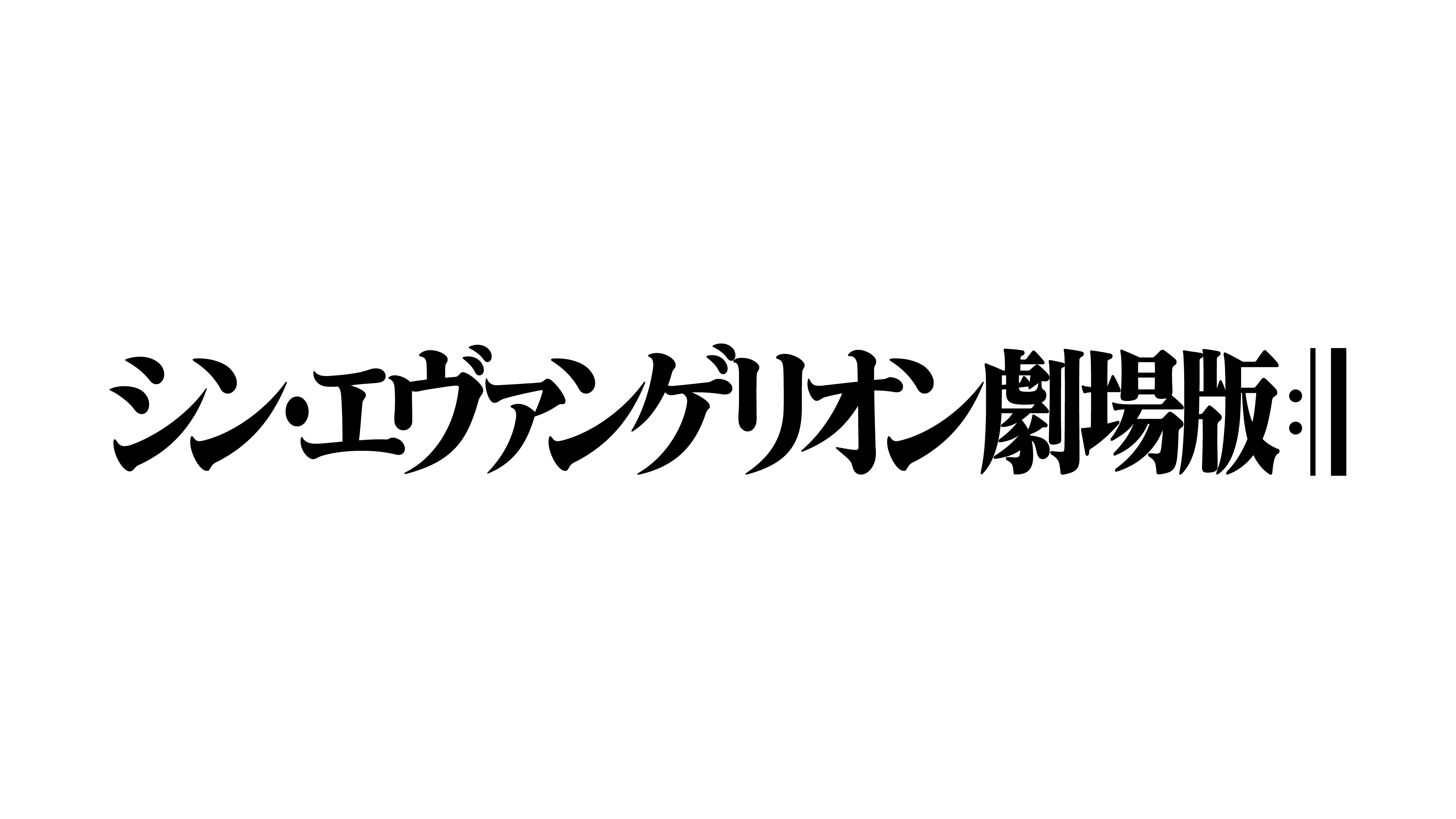
シン・エヴァンゲリオン劇場版日本語ロゴ
シン・エヴァンゲリオン劇場版英語ロゴ

## ストーリー
※以下のパート分けは、『シン・エヴァンゲリオン劇場版𝄇』パンフレット（2021年1月23日発行、カラー） p. 17の解説による。

### パリ市街戦（アバンタイトル1）
赤く荒廃したパリ市街地に、上空のWILLEの旗艦ヴンダーからパリカチコミ艦隊とマリの乗るEVA8号機、そしてリツコが率いる作業員たちが降下し、「ユーロNERV第1号封印柱」の復旧作業を始める。途中NERVのEVAによる妨害を受けるが、8号機がすべて撃破する。復元作業を終えたパリ市街地は元の美しい姿を取り戻し、WILLEは旧NERVユーロ支部に保管されていたEVA2号機の修理パーツと8号機γへの改修のための追加パーツを入手できた。

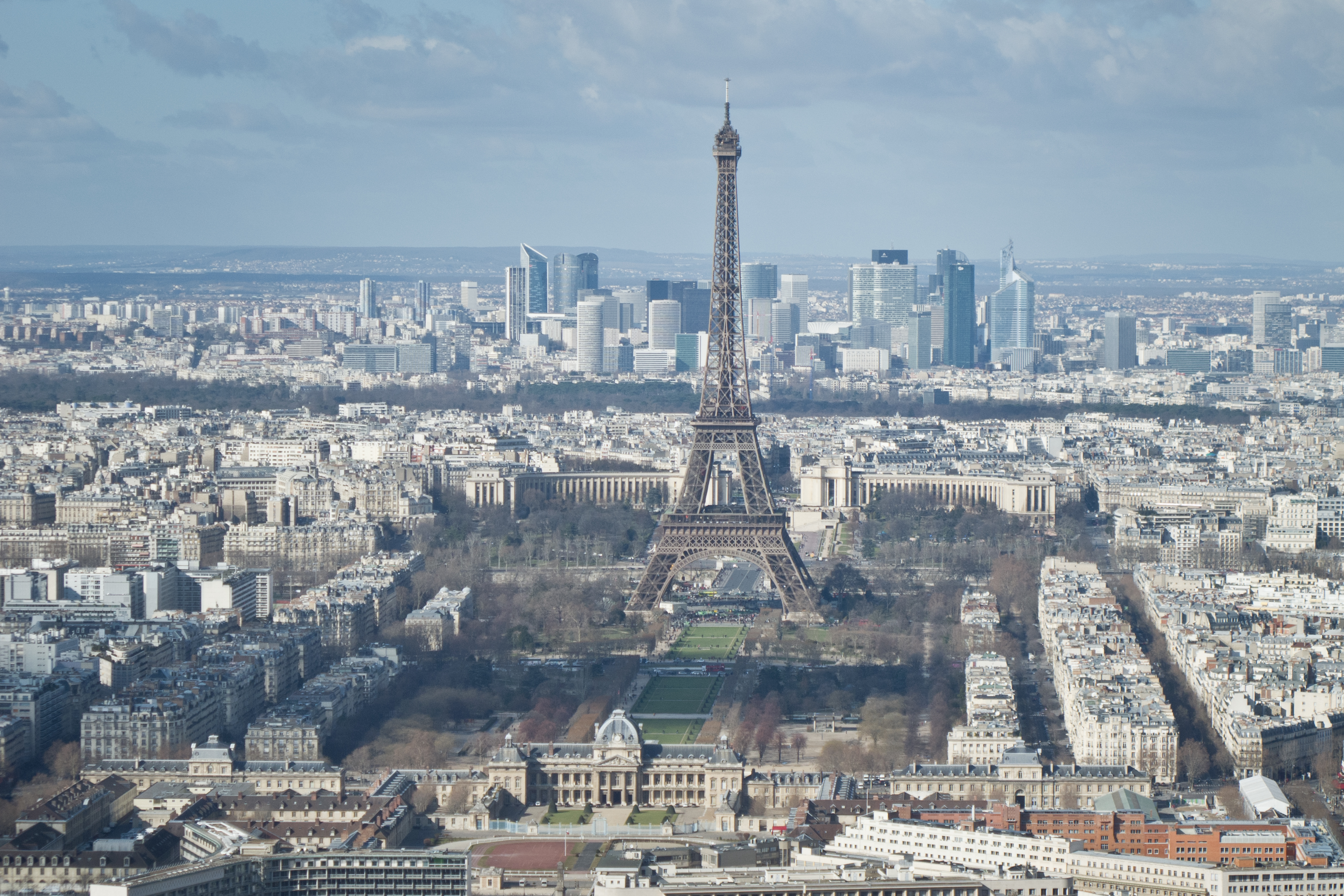
物語中では赤く染まった姿で登場するパリ市街とエッフェル塔。エッフェル塔は戦闘で大破し、マリには武器がわりに使われる。

### 第3村（アバンタイトル2からAパート）
前作『Q』のラスト後、アスカはシンジとレイ（仮称）を連れ、救助を求めて赤い大地を放浪していた。やがて三人は大人になった相田ケンスケに救助され、ニアサードインパクトの避難民村「第3村」へ辿り着く。同じく大人になった鈴原トウジ・ヒカリ夫妻らに歓迎され、彼らと共に第3村での生活を始める。レイ（仮称）は鈴原家の世話になり、挨拶を教わったり、赤ん坊（鈴原夫妻の娘・ツバメ）の世話や、村民に農作業などの仕事を教わる交流を通じて、人間らしい感情や言葉を覚えていく。
一方シンジはアスカとともにケンスケの家に泊まるが、重すぎる罪の意識やショックから声が出せなくなり、廃人に近い状態が続いていた。その様子をアスカに責められたシンジはケンスケの家から家出し、NERV第二支部跡地で一人で過ごすようになる。そんな中でもシンジはレイ（仮称）やケンスケたちに見守られ、次第に元気になっていくが、その矢先、レイ（仮称）がL.C.L.となって死亡する。その日、NERVとの最終決戦に向け準備を進めるヴンダーが第3村に寄港し、船に戻るアスカに対し、シンジは乗船を志願する。

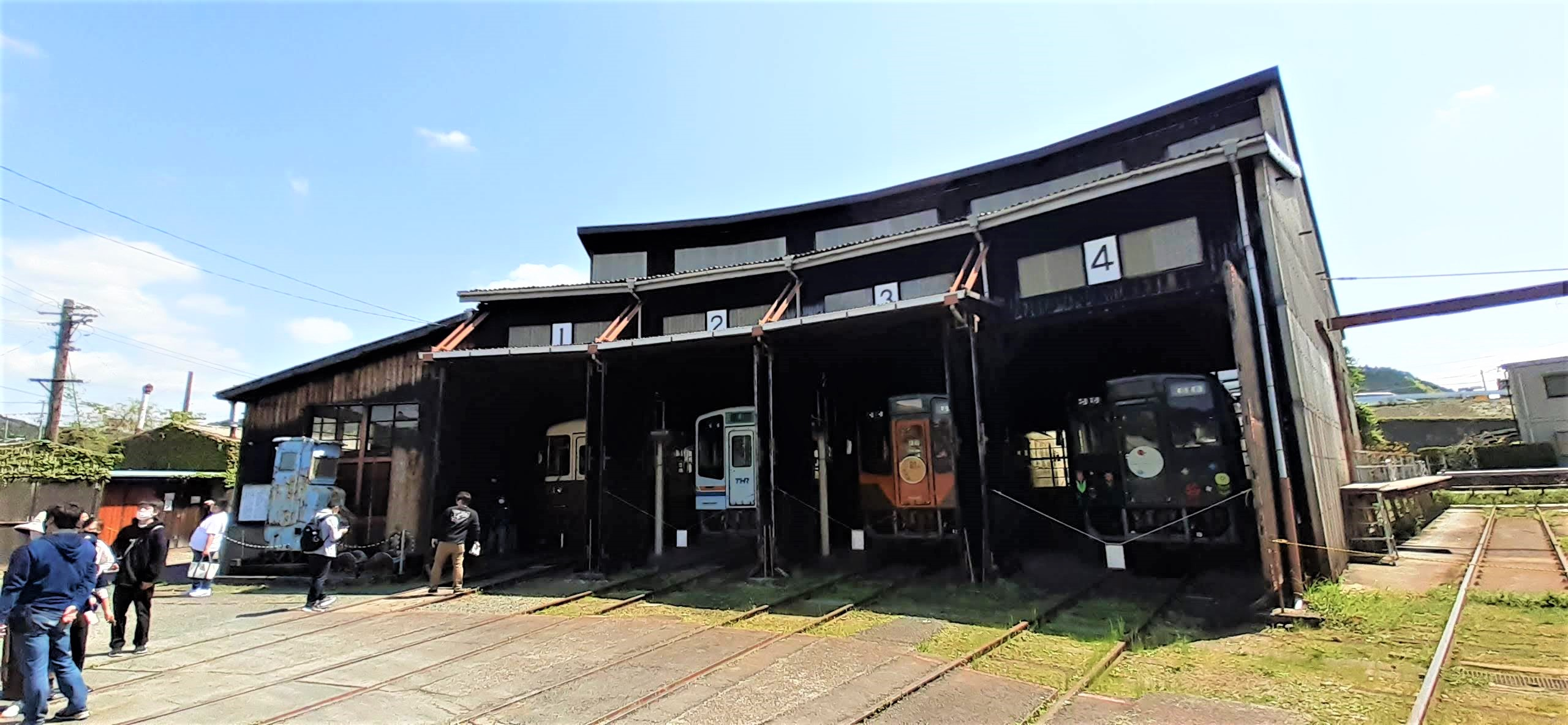
天竜二俣駅の転車台前にある扇形庫 劇中では第3村の診療所になった。
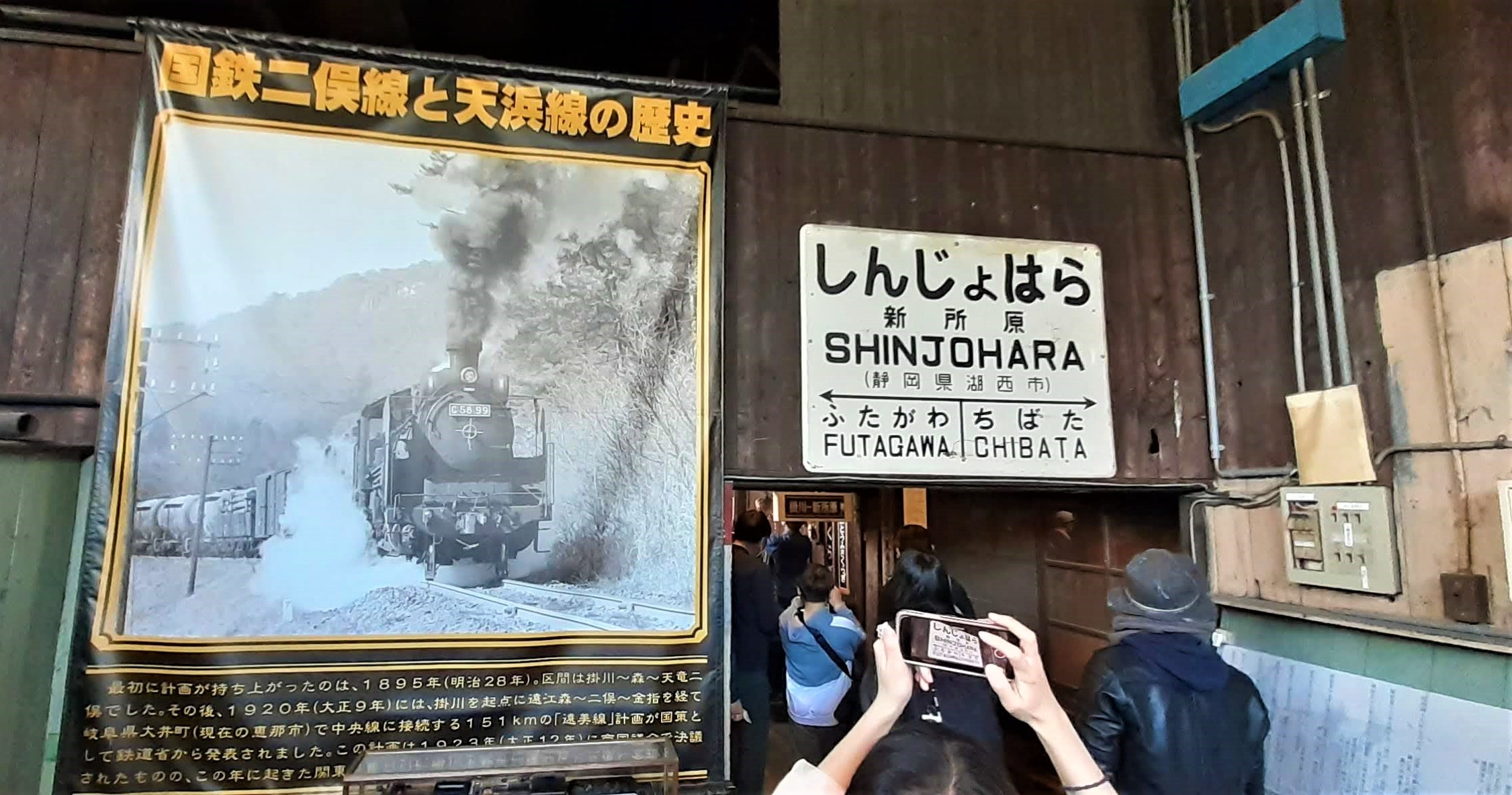
扇形庫内にある鉄道資料館 写真右の新所原駅の駅名標は劇中に登場した。
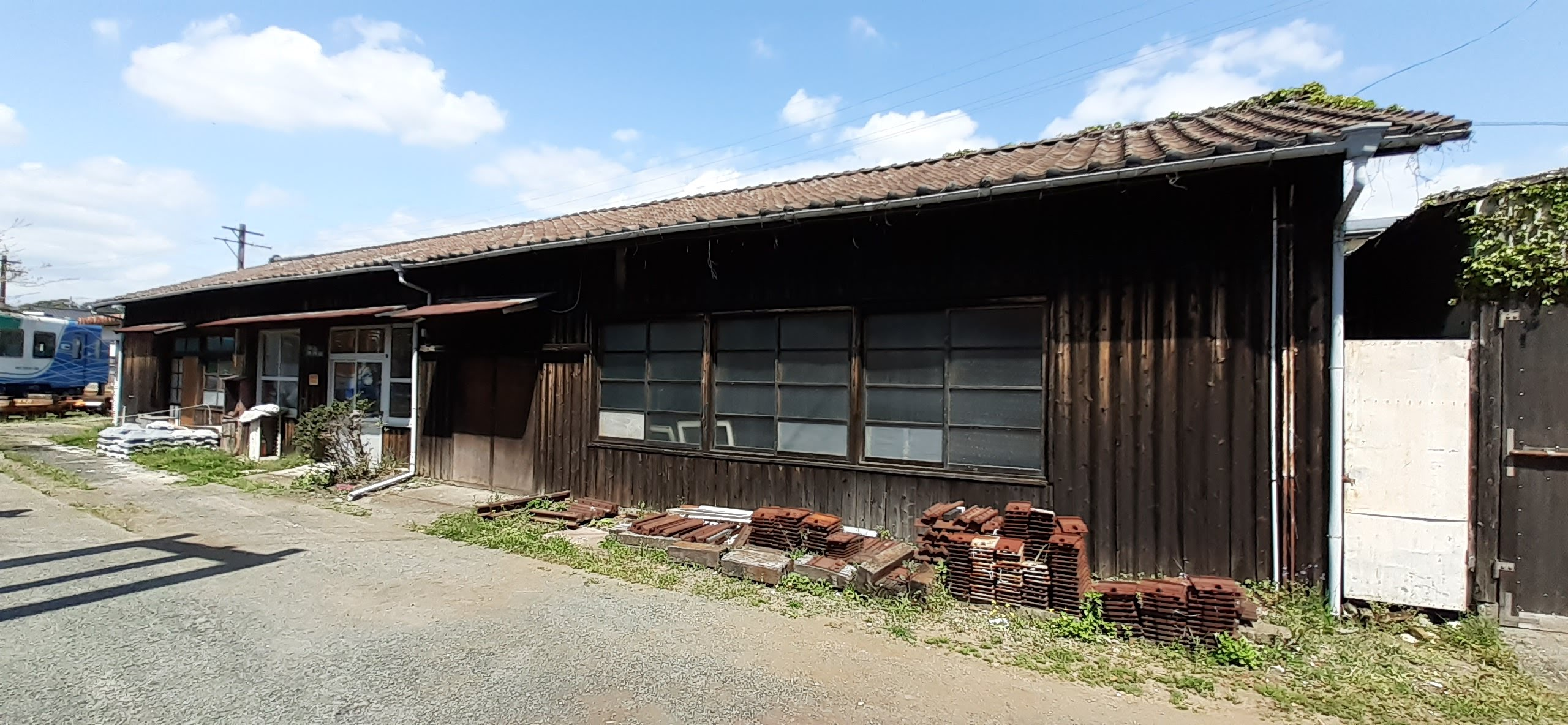
転車台横にある倉庫 劇中の鈴原家のモデルになった。
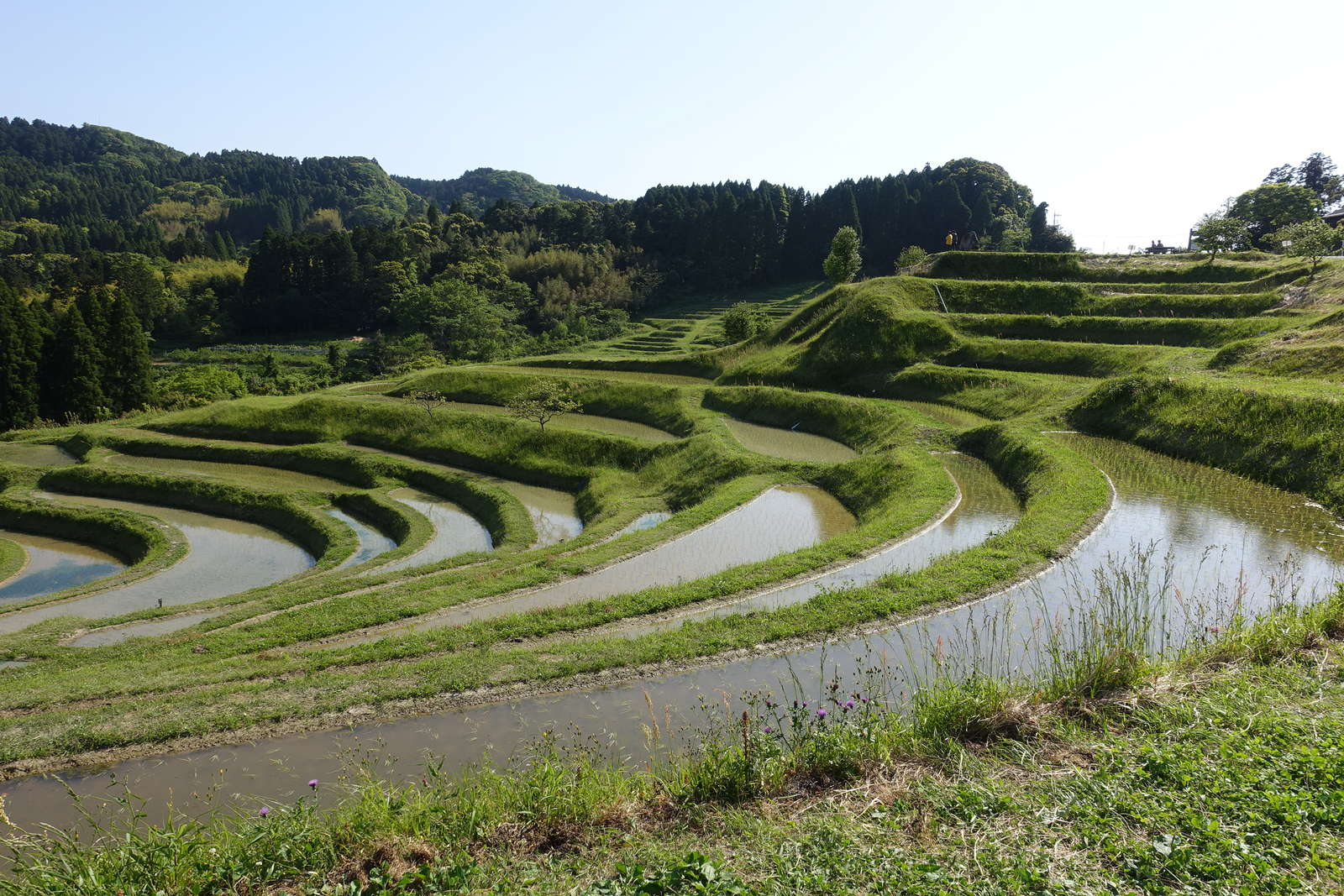
大山千枚田 レイ（仮称）が田植えをする棚田のモデル。

### 再びヴンダー（Bパート）
ヴンダーに戻ったシンジは爆薬が設置された隔離室に収容される。ヴンダーは衛星軌道上で決戦準備を進め、NERVのEVA第13号機を無力化する「停止信号プラグ」を完成させる。また、2機のEVAも「新2号機α」「改8号機γ」への改造が施される。一方、NERV本部は「黒き月」とともに旧南極のセカンドインパクト爆心地へ移動する。

### ヤマト作戦（Cパート）
WILLEはNERVを壊滅させる「ヤマト作戦」を発動させる。旧南極のNERV本部に対し、大気圏外からヴンダーで強襲、冬月が乗る同型の2番艦による迎撃を切り抜け本部を爆撃、さらにアスカの新2号機とマリの改8号機を投下する。両機はMark.07の大軍を突破するが、新たな小型の敵の群により改8号機が足止めされ、新2号機は単独で第13号機へと向かう。アスカは、まだ停止している第13号機に停止信号プラグを打ち込もうとするも失敗。アスカは自身と新2号機を第9の使徒と化すことで事態の解決を図ろうとするが、突如第13号機が再起動して新2号機は大破し、現れた式波シリーズのオリジナルによって第13号機の中へ連れ去られる。第13号機が新2号機からプラグを抜き取ると、新2号機はL.C.L.となって崩壊する。
ヴンダーと交戦していた2番艦と3番艦が戦線離脱し、光の羽を展開、黒き月をもとに2本の槍を生成する。ヴンダー側はこれを好機と見て反撃しようとしたが、4番艦の不意打ちを受けて大破、Mark.09-Aによって再び制御システムを乗っ取られてしまう。改8号機はMark.09-Aを捕食吸収してアダムスの器の能力を手に入れる。
無力化されたヴンダーの甲板に突如、ネブカドネザルの鍵を使い神になったゲンドウが現れ、ヴンダーの主機であった初号機を奪い、第13号機に乗り込みさらに深層の「マイナス宇宙」へと向かってゆく。甲板に出たシンジはEVAに乗ってゲンドウを追うことをミサトに願い出る。ミサトはそれを認め、シンジの行動の責任は全て自分が負うと宣言した上で、彼に託したいとクルーを説得する。シンジはミサトと最後の会話を交わし、マリの改8号機に同乗してゲンドウを追う。

### マイナス宇宙（Dパート）
シンジとマリの乗った改8号機はマイナス宇宙へと突入し、シンジは初号機に残っていたレイに呼びかけ、そちらへテレポートし乗り込む。初号機は第13号機と格闘しながらマイナス宇宙内を流れ、両機は「ゴルゴダオブジェクト」と呼ばれる巨大な構造物へと到達する。
気が付くと、シンジは14年前のNERV本部でゲンドウと対峙していた。人類はマイナス宇宙をそのまま知覚することはできないため、シンジの過去の記憶が再現されているのだとゲンドウは説明する。特撮の撮影用セットに設えられた第3新東京市、ミサトのマンション、レイの団地など目まぐるしく変化していく記憶の場所を舞台に、初号機と第13号機はそれぞれの槍を手にして戦う。しかし初号機は第13号機に敵わず、決着をつける手段は力ではないとゲンドウに諭されたシンジは、彼との対話へと踏み出す。
場面転換し、シンジとゲンドウは古い電車の中で対話を始める。ゲンドウはシンジに、自らの過去や内心や願いを吐露する。そして実在しない架空のEVA「エヴァンゲリオン・イマジナリー」へと到達したゲンドウは、自身の目的は虚構と現実とが渾然となる「アディショナル・インパクト」にあることを明かし、それを起こす。イマジナリーはレイの姿をした巨人に、エヴァンゲリオン・インフィニティは無数の首のない女性の姿に変化して世界を埋め尽くす。
一方でマリは2番艦へ辿り着き、冬月と久しぶりに再会する。冬月は自身の役目を終えたことを告げ、「後はよしなにしたまえ」とマリに伝えてL.C.L.化する。改8号機は冬月が用意していたMark.10 - 12を捕食吸収し、2 - 4番艦を撃破する。
ヴンダーはほぼ壊滅状態であったが、残った力で初号機に必要な新たな槍を生成する。クルーを退避させ一人艦橋に残ったミサトは、ヴンダーもろともイマジナリーへと特攻。生成された「ガイウスの槍」はシンジの元へと届けられる。ミサトが命を賭して送り届けた槍を受け取るシンジを見て、ゲンドウはシンジが他者の命を受け止めるほど成長したことを知り、同時に自らの計画が頓挫したことを悟る。ゲンドウはシンジのなかにユイの姿を見いだし、それまでの自身の行いをシンジに詫びて、一人電車から降りてゆく。それと入れ替わりにカヲルが現れ、後の役割を引き継ぐと語る。
ここからは、アスカ、カヲル、レイの魂の救済が描写されていく。
まず、シンジがアスカの魂に呼びかけると、彼女は自身の過去や内面を吐露する。そこでは、泣いている幼いアスカの横に大人のケンスケが寄り添っていた。赤い海の砂浜で横になるアスカにシンジとマリが別れを告げると、アスカが乗った第13号機のエントリープラグが射出される。次に、カヲルとシンジ、カヲルと加持の対話が続く。実はカヲルは複数人存在し、ループする作品世界で、シンジを幸せにするために何度も手助けして来たと告げる。しかし、本当は自分自身が幸せになるためにシンジを幸せにしたかったのだと気付いたカヲルは、シンジに後を託し加持と去っていく。最後に、シンジは初号機の中のレイに語りかける。シンジは、世界をEVAのない新しい世界へ作り変えることを伝えてレイを見送る。
シンジは世界を作り変えるネオンジェネシスを実行し自らと初号機を槍で貫こうとするが、彼を守るかのようにユイが現れ、シンジを元の世界へと送り返す。そして初号機はユイを、第13号機はゲンドウを中に残したまま自らに槍を刺し、消滅する。続いて他のEVAも立て続けに槍に貫かれて消え、崩壊したイマジナリーとインフィニティの大群は人々や動物たちの姿に戻り地球に降りてゆく。そのあとシンジは、青い海の浜辺に座っていた。そこにマリが帰還し、最後のEVAとなった彼女の機体もまた消滅する。
場面が変わり、大人の姿になったシンジは宇部新川駅のホームのベンチに座っていた。向かいのホームには会話しているレイとカヲルの姿があり、それとは別にアスカの姿もある。マリがシンジのもとに現れ、彼のDSSチョーカーを外す。2人は手を繋いで階段を駆け登り、駅の外へ走ってゆき、マリが「さぁ行こう！シンジくん」と言った後、シンジが「うん行こう！」と言う最後のセリフを経て、駅の外の風景をバックにエンディングテーマが流された後、「終劇」の二文字が映され、物語は幕を閉じる。

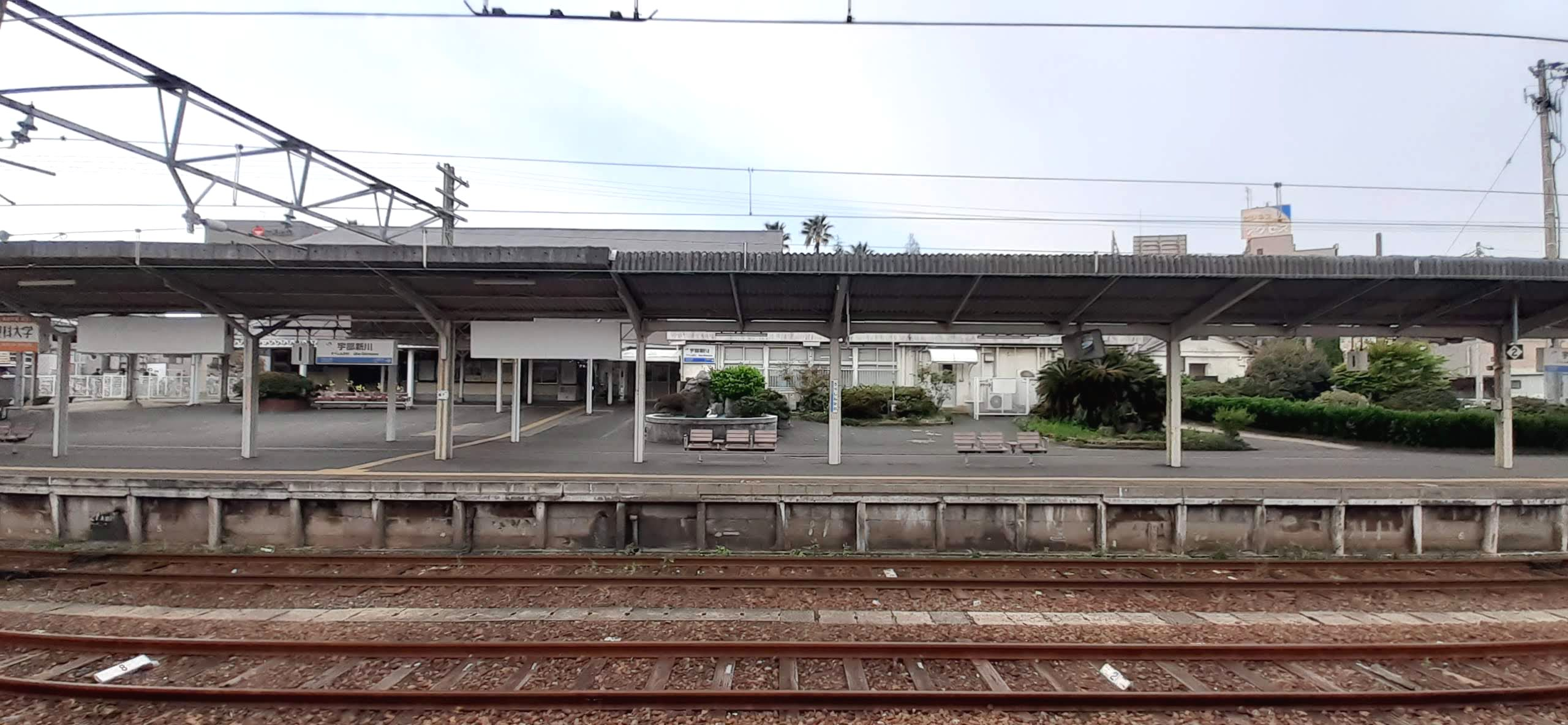
宇部新川駅1番線ホーム
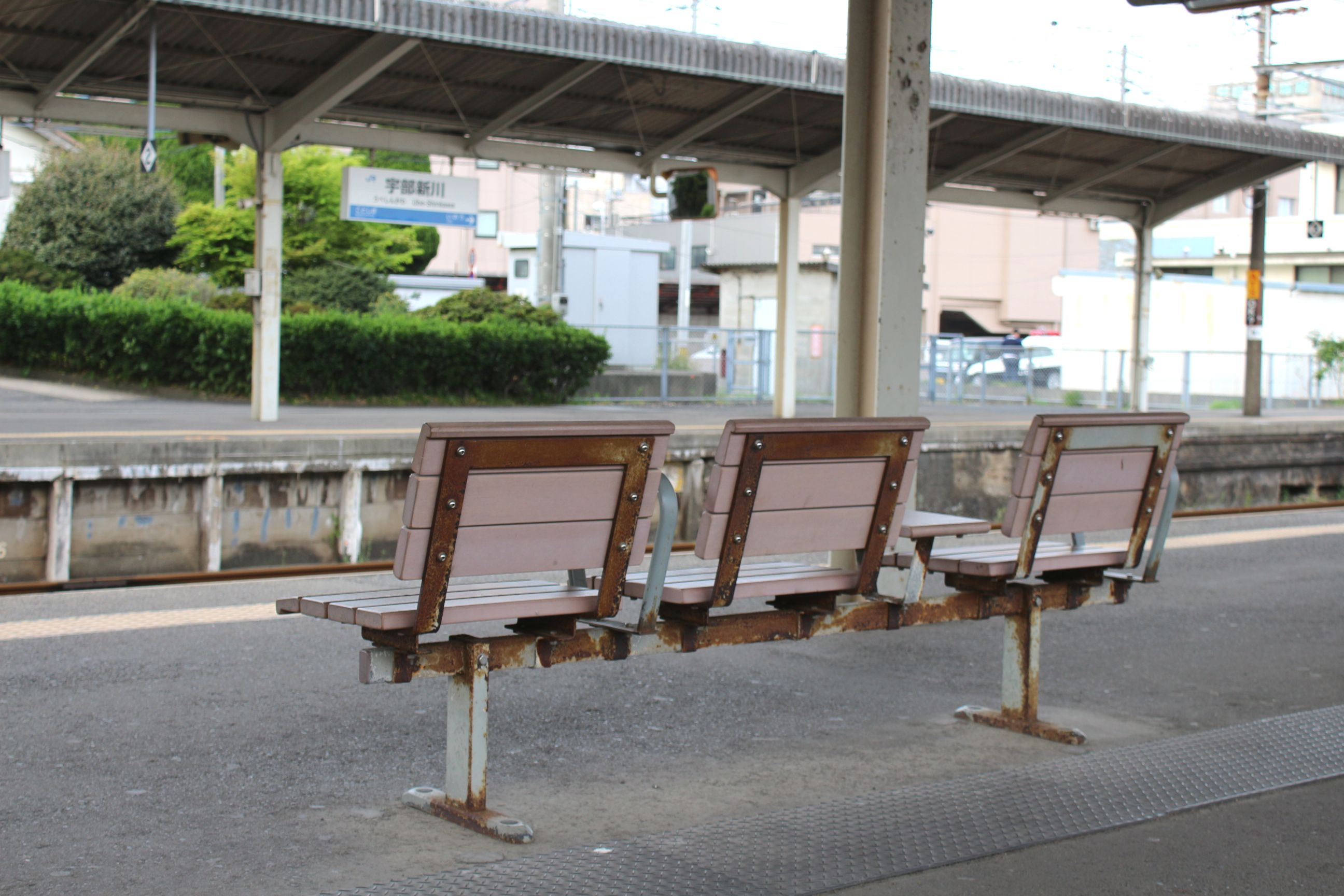
宇部新川駅4・3番線ホームのベンチ
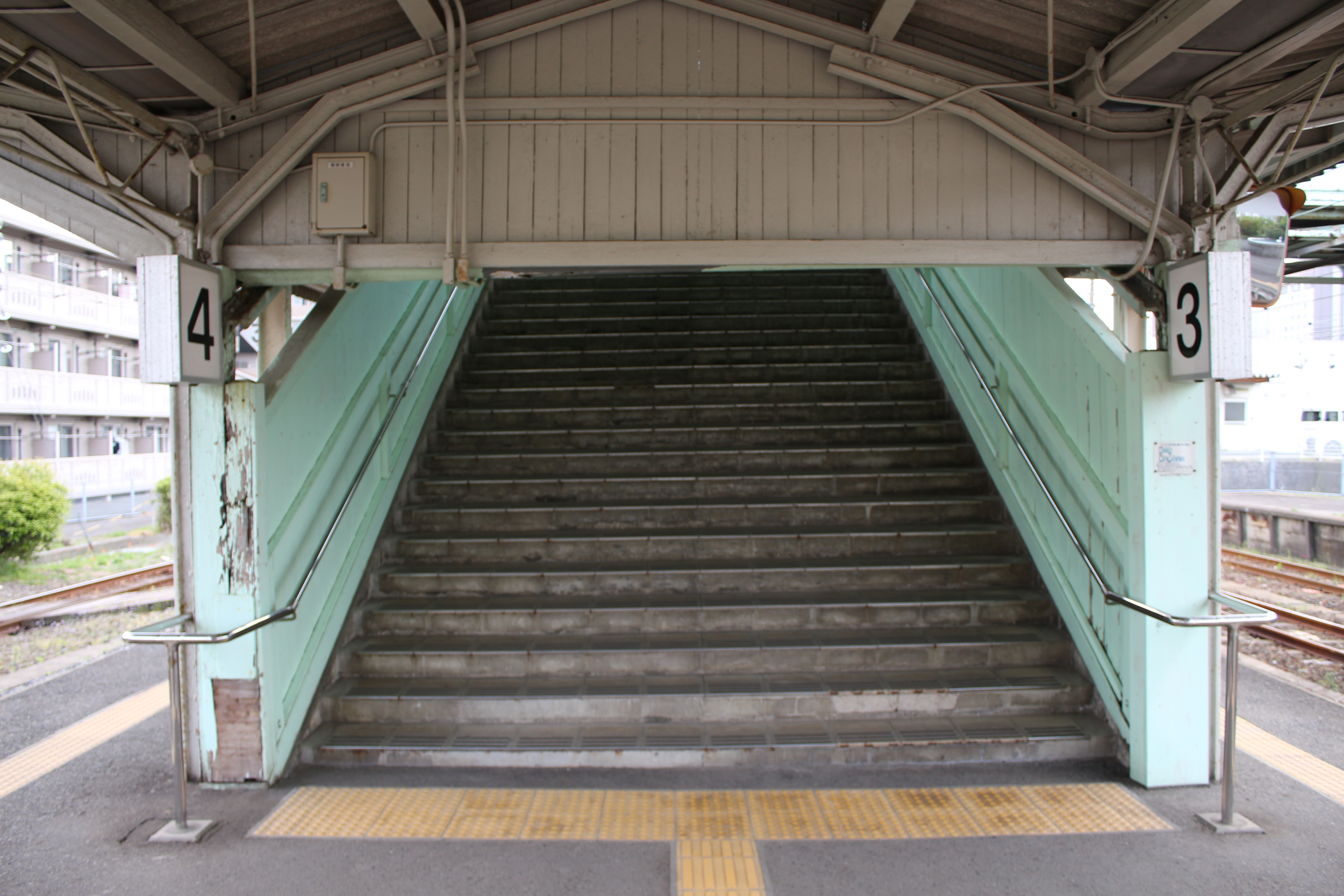
宇部新川駅4・3番線ホームの階段
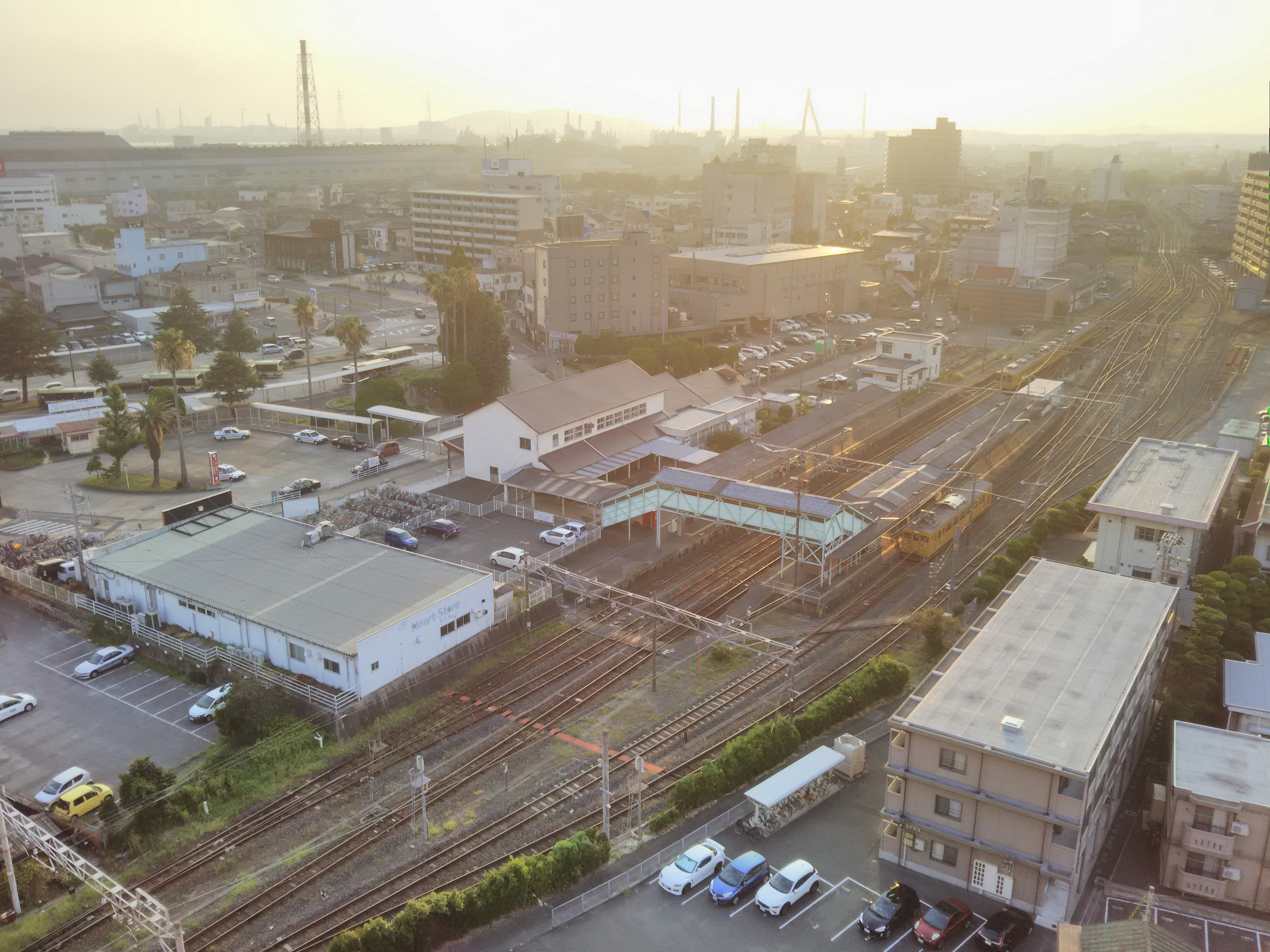
宇部新川駅上空全景（2016年撮影）
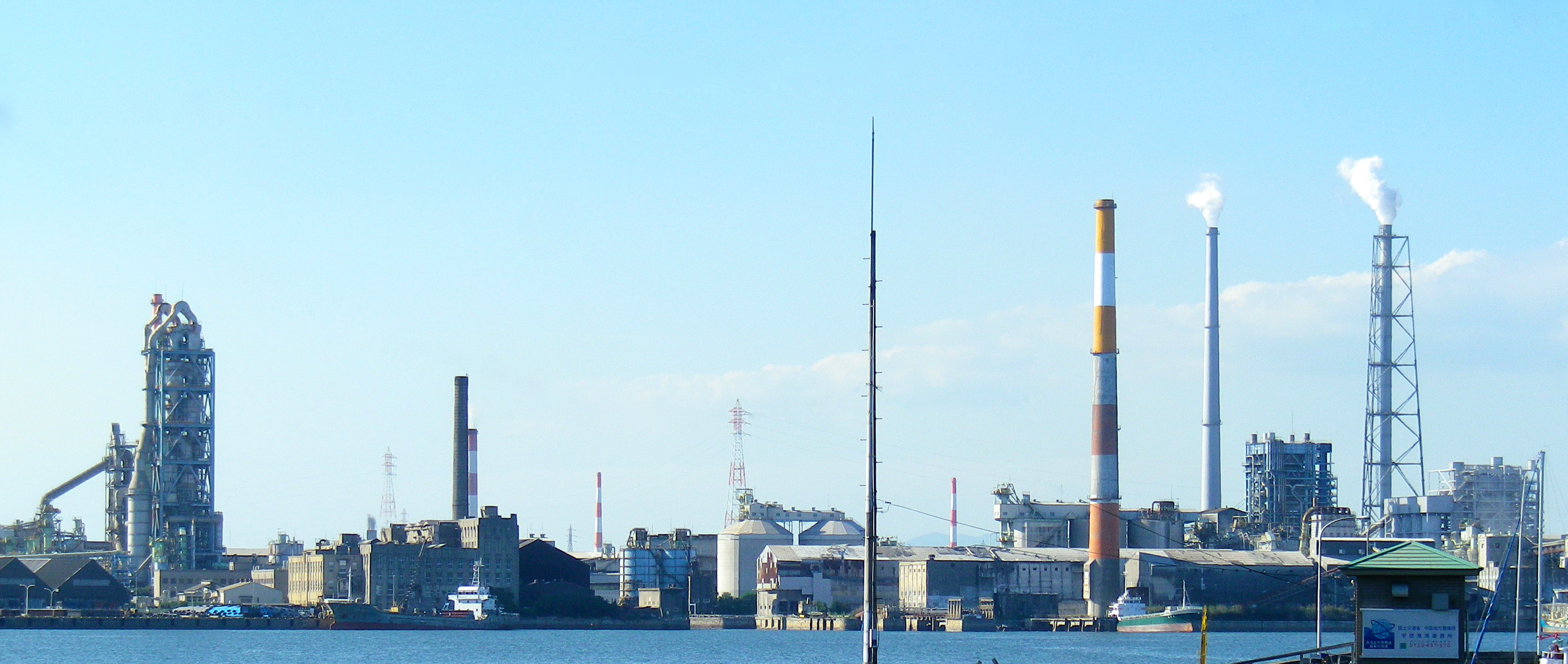
UBE（制作当時の社名：宇部興産）工場群（山口県宇部市内）

## 作品設定

### 登場人物
- 碇シンジ（声 - 緒方恵美） - エヴァンゲリオン初号機パイロット。
  - 碇シンジ（ラストシーン）（声 - 神木隆之介）[17][18][19]
- 綾波レイ[20]（声 - 林原めぐみ） - 元エヴァンゲリオン零号機パイロット。前々作『破』にて初号機に取り込まれてしまう。
- アヤナミレイ（仮称）（声 - 林原めぐみ） - エヴァンゲリオンMark.09パイロット。
- 式波・アスカ・ラングレー（声 - 宮村優子） - エヴァンゲリオン2号機パイロット。
- 真希波・マリ・イラストリアス（声 - 坂本真綾） - エヴァンゲリオン8号機パイロット。
- 葛城ミサト（声 - 三石琴乃） - WILLEの大佐。AAAヴンダーの艦長。元NERV所属（エヴァンゲリオン作戦課長）。
- 赤木リツコ（声 - 山口由里子） - WILLEのメンバー。AAAヴンダーの副長。元NERV所属（E計画担当・エヴァンゲリオン開発総責任者）。
- 渚カヲル（声 - 石田彰） - 前作『Q』にてシンジと共に第13号機に搭乗した。
- 碇ゲンドウ（声 - 立木文彦） - NERV最高司令官。シンジの父。
- 冬月コウゾウ（声 - 清川元夢） - NERV副司令官。
- 鈴原トウジ（声 - 関智一） - 第3村住人。シンジたちの元クラスメート。
- 相田ケンスケ（声 - 岩永哲哉） - 第3村住人。シンジたちの元クラスメート。
- 鈴原ヒカリ[21]（声 - 岩男潤子） - 第3村住人。トウジの妻。シンジたちの元クラスメート。
- 伊吹マヤ（声 - 長沢美樹） - WILLEのメンバー。AAAヴンダーの整備長。元NERV本部オペレーター。
- 青葉シゲル（声 - 子安武人） - WILLE艦橋オペレーター。元NERV本部オペレーター。
- 日向マコト（声 - 優希比呂） - WILLE艦橋オペレーター。元NERV本部オペレーター。
- 高雄コウジ（声 - 大塚明夫） - WILLEのメンバー。AAAヴンダーの機関長。
- 鈴原サクラ（声 - 沢城みゆき） - WILLEの少尉。AAAヴンダーの医官。トウジの妹。
- 長良スミレ（声 - 大原さやか） - WILLEのメンバー。AAAヴンダーの操舵士。
- 北上ミドリ（声 - 伊瀬茉莉也[注 16]） - WILLEのメンバー。AAAヴンダーの艦橋要員。
- 多摩ヒデキ（声 - 勝杏里） - WILLEのメンバー。AAAヴンダーの艦橋要員。
- 加持リョウジ（声 - 山寺宏一） - 元NERV主席監察官。ミサトの恋人。リツコの友人。サードインパクトを止めるために死亡。
- 加持リョウジ（少年）（声 - 内山昂輝）[23] - WILLEの支援組織「KREDIT」のメンバー。ミサトと加持の子供。父親と同姓同名。両親を知らない。
- 碇ユイ（声 - 林原めぐみ） - シンジの母・ゲンドウの妻。元NERV職員。

その他声の出演
川田紳司、興津和幸、下山吉光、星野充昭（洞木ブンザエモン）、さとうあい、滝沢ロコ、堀越真己、八百屋杏、斎藤千和、小野塚貴志、儀武ゆう子、手塚ヒロミチ、塙真奈美、大南悠、中務貴幸、丹羽正人、広瀬さや、中村源太、武蔵真之介、新祐樹、前田玲奈、村田知沙、虎島貴明、井関花芽

## 製作
庵野はNHKのドキュメンタリー取材内で、本作品の脚本は「足掛け約8年ほど掛けて制作した」と答えている。番組内で公表された取材日が2017年9月28日であることから、『破』の公開年である2009年ごろには脚本制作に着手されていたこととなる。
通常のアニメ制作では、画コンテを基にレイアウトを決めるのが一般的である。それに対して本作の前半パートでは、事前にラフスケッチ・モーションキャプチャ・ミニチュア・ロケーション撮影などで大量の素材を集め、それを元に「プリヴィズ」と呼ばれる試作映像を構成してから画コンテを制作する方法が採られた。特にAパートに登場する第3村の中心部は、1/45スケール（幅約9メートル×奥行き約4メートル）の木製ミニチュアセットを実際に組み上げ、アングルの撮影に使用された。収集されたプリヴィズ素材は約10万点にも上り、アニメ制作にこれほどの規模のプリヴィズを取り入れたのは、本作が「おそらく日本初」とされる。
この方法を採った理由について、庵野は「画コンテによるアニメ制作は効率がよく無駄が少ないが（中略）、画コンテより面白いものができあがらなくなるのが嫌だった」としている。また、庵野は自分のアイデアの枠に閉じないようにするため、制作作業の大部分をスタッフに任せた。ただし、結果として庵野の期待に満たないカットが多数発生し、作業上の締め切りが迫ると、彼自身が明確な方針決定や作業のやり直しなどを行っている。庵野が主導した作業のやり直しには、パート丸ごと作り直しといった大きな修正も存在した。なお、Cパートでは庵野の「ここは普通に」という指示の下、画コンテ作成後にプリヴィズを制作、さらに画コンテを修正という前作までと同様、画コンテ先行の方法になっている。

### ロケ地
作品中、レイが田植えをする棚田は、千葉県鴨川市の大山千枚田がモデルとなった。制作時には作品名を伏せた上で大山千枚田保存会に撮影協力依頼がされている。
また、聖地巡礼として、「第3村」のモデルとなっている天竜浜名湖鉄道の天竜二俣駅、映画のポスターやラストシーンのモデルとなっているJR宇部線の宇部新川駅がそれぞれ公開後から多くのファンが詰めかけており、イベントや期間限定のグッズショップが設置されるなど話題となった。天竜二俣駅では、2021年8月1日から期間限定で、駅舎内の駅名看板を「第3村」に替えるイベントが行われた。さらに遠州鉄道も天竜浜名湖鉄道天竜二俣駅や浜松市内への誘客のイベント協力として、2021年11月8日から電車1編成のラッピング（エヴァンゲリオン2号機および8号機のデザイン）、新浜松駅での「シン・ハママツ」の駅名表示と駅内装飾、西鹿島駅構内の天竜浜名湖鉄道連絡通路への装飾を実施することになった（2022年5月31日まで）。

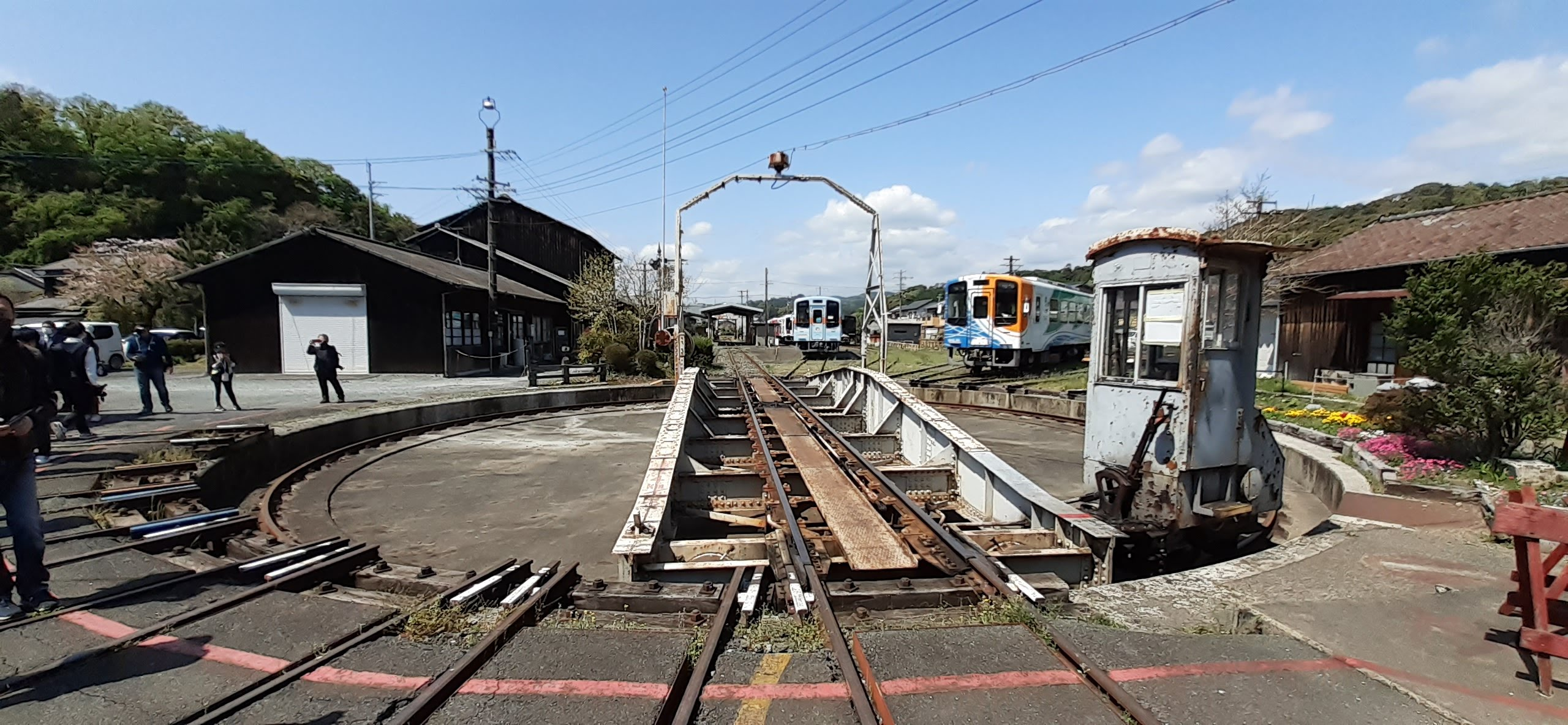
第3村モデル地・天竜二俣駅の転車台
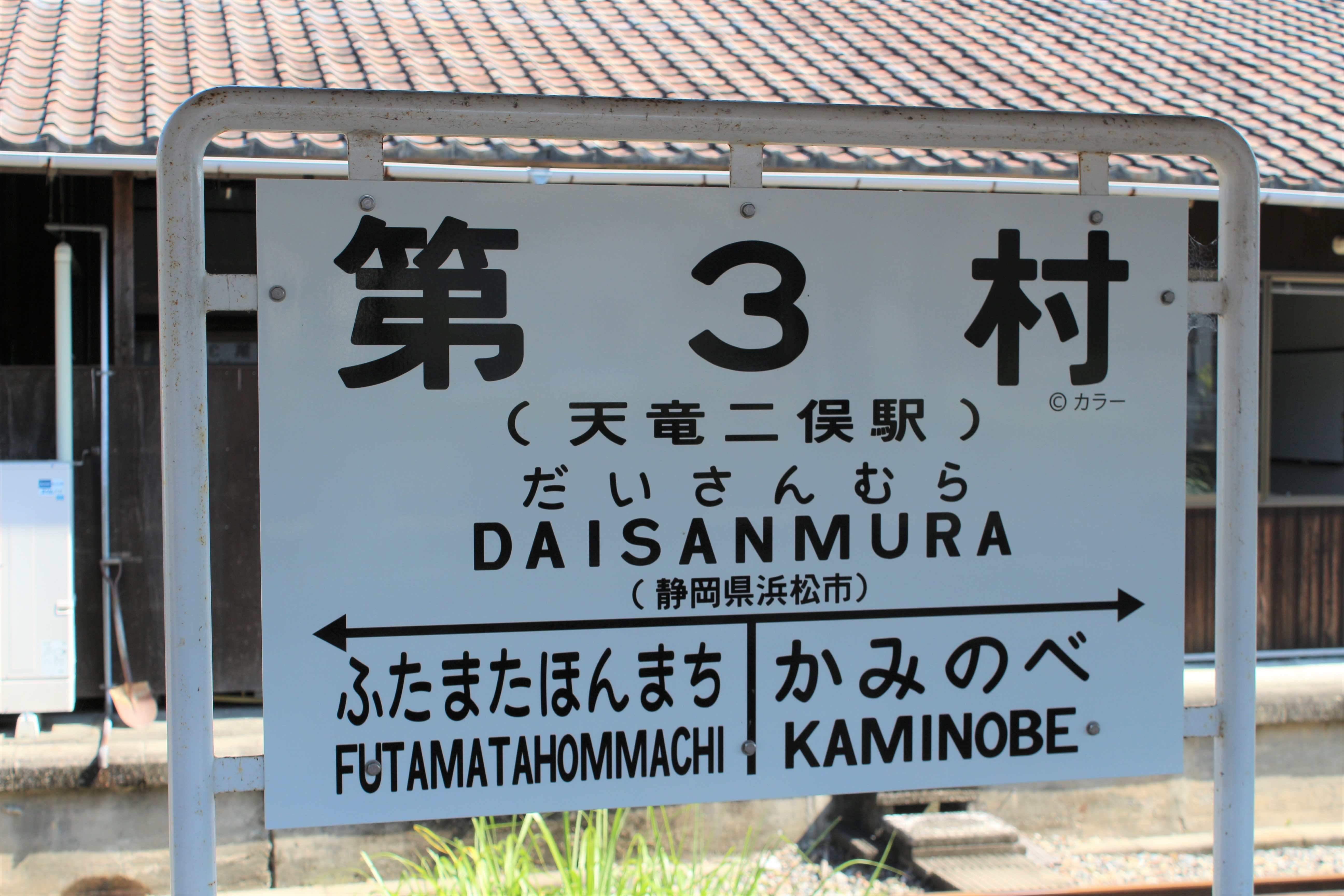
天竜二俣駅に期間限定設置された 第3村の駅名看板
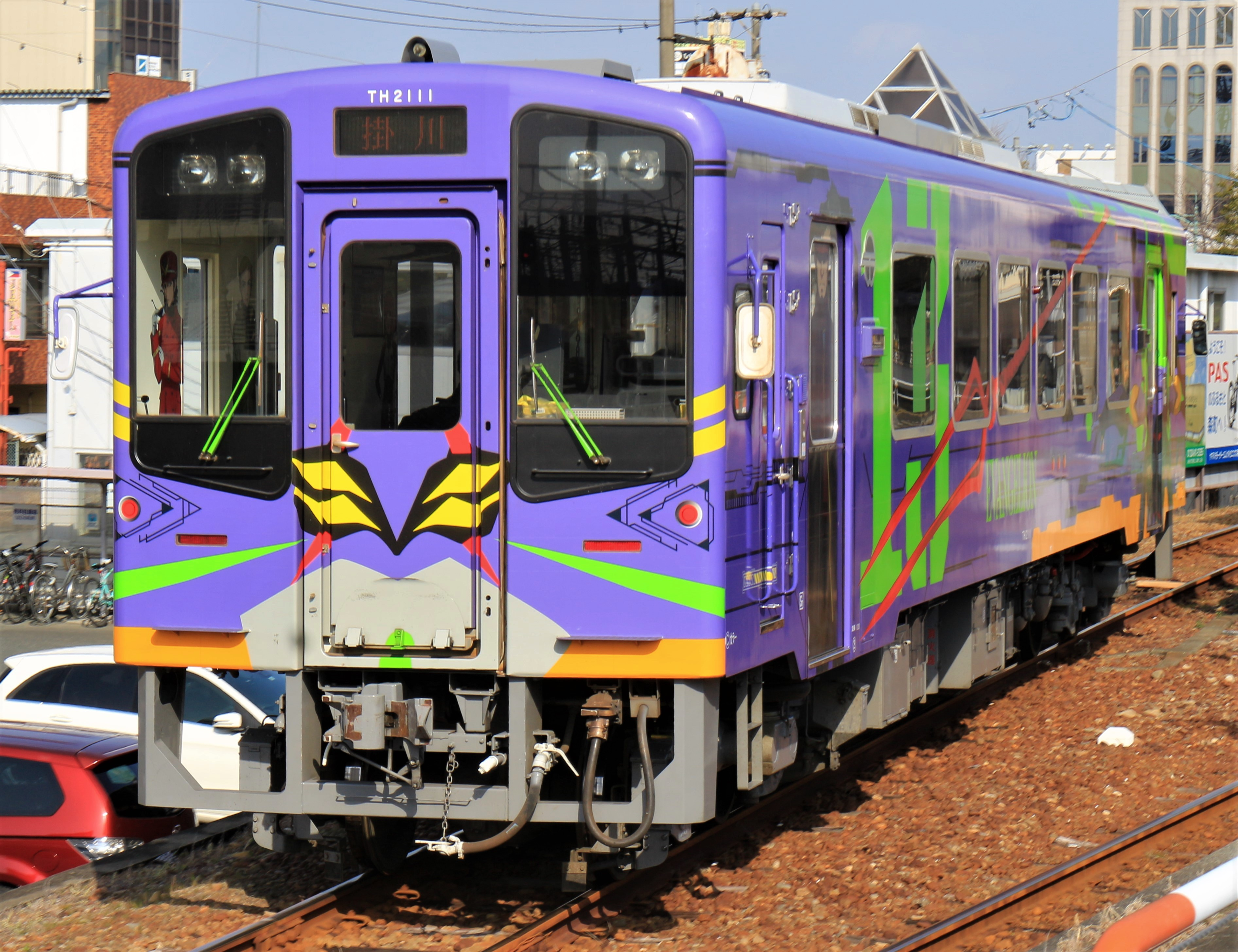
天竜浜名湖鉄道のラッピング列車
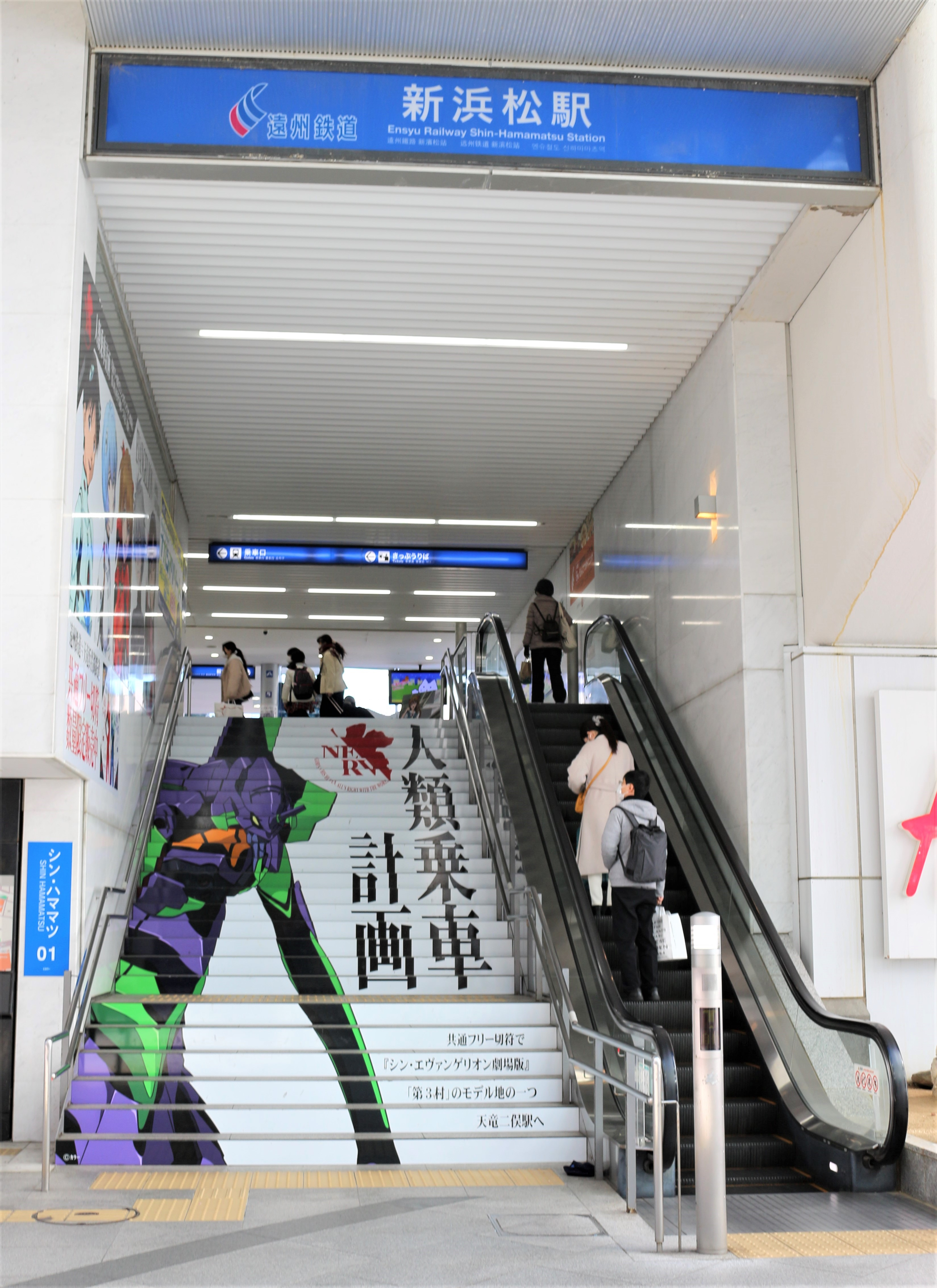
装飾が施された新浜松駅
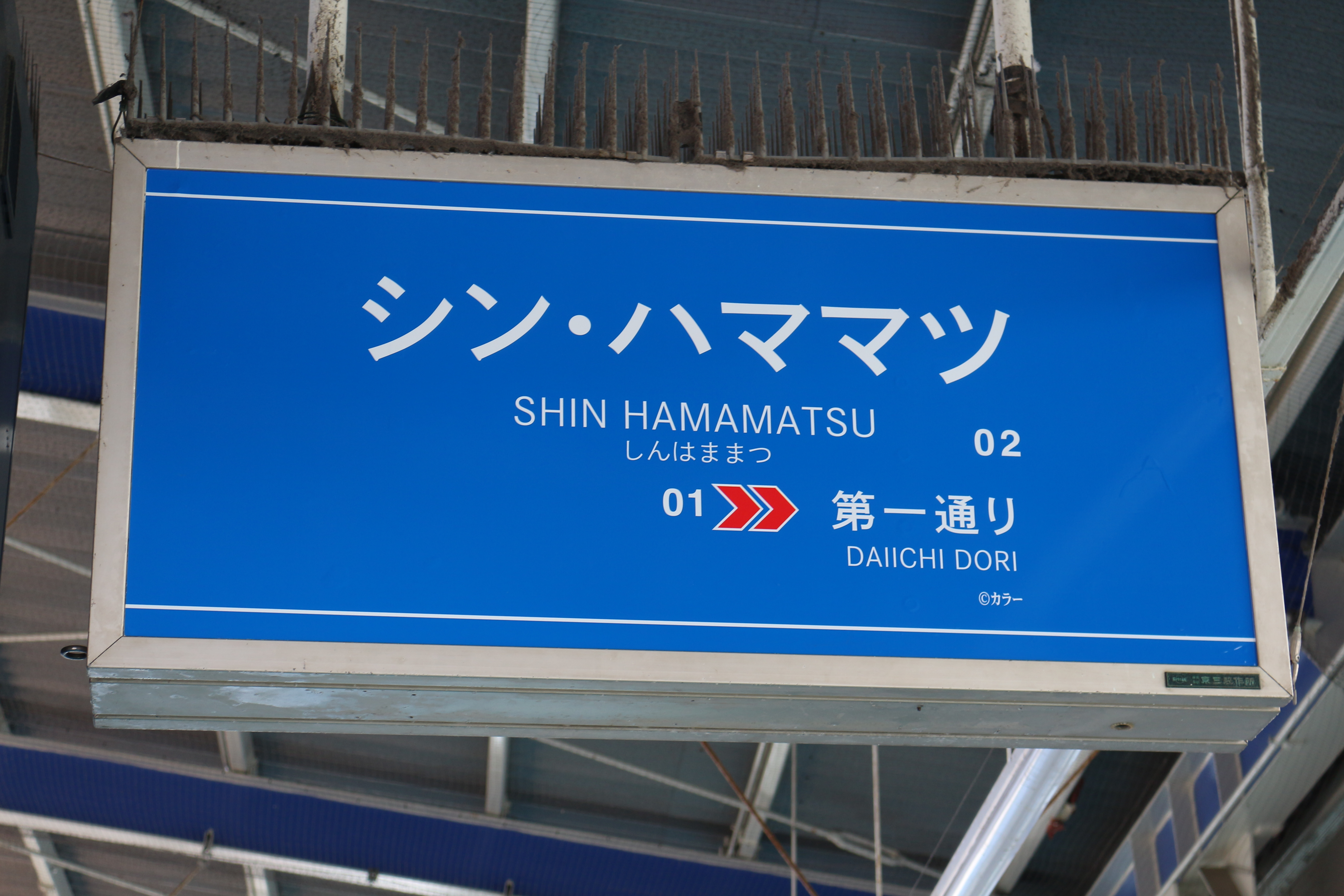
「シン・ハママツ」の駅名表示
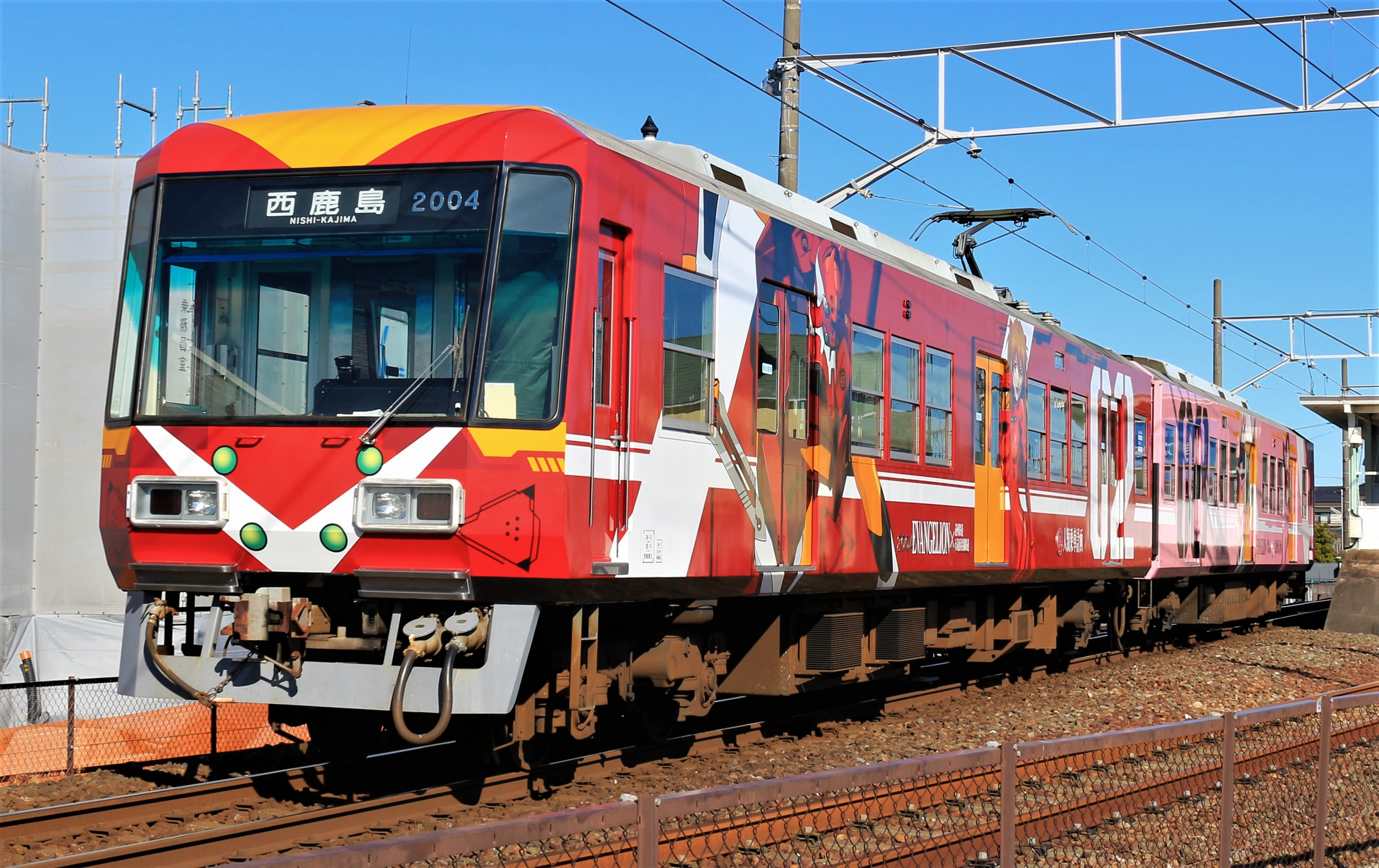
遠州鉄道のラッピング列車

### ラストシーン
テレビシリーズ終了後の竹熊健太郎との対談で、ラストシーンは「幕末太陽傳」の「幻のラストシーン」をやりたかった事を明かし、監督の川島雄三の気持ち（作品のテーマの逃避願望）はわかると語っていた。
そして、今作のラストシーンでは、主人公の碇シンジがマリと走り出すと画面が実写の宇部新川駅に切り替わり、駅から出てきた2人が宇部の街へと走っていくという、「幕末太陽傳」のボツとなった「幻のラストシーン」と同様の画面展開となり、庵野の当初のラストシーン案は実現する事となった。

## スタッフ
以下はパンフレットより。
- 企画・原作・脚本 - 庵野秀明
- 画コンテ - 鶴巻和哉、前田真宏、庵野秀明
- 画コンテ案・イメージボード - 平松禎史、樋口真嗣、摩砂雪、吉崎響、松井祐亮、鬼塚大輔
- 総作画監督 - 錦織敦史
- 作画監督 - 井関修一、浅野直之、田中将賀、新井浩一
- メカ作画監督 - 金世俊
- メカ作画監督補佐 - 亀田祥倫
- アヴァン総作画監督 - 井関修一
- 副監督 - 谷田部透湖、小松田大全
- 主・メカニックデザイン - 山下いくと
- キャラクターデザイン原案 - 貞本義行、本田雄
- キャラクターデザイン - 錦織敦史、コヤマシゲト、井関修一、安野モヨコ、松原秀典
- メカニックデザイン - 渭原敏明、金世俊、高倉武史、渡部隆、平尾朋之
- 美術設定 - 串田達也、前田真宏、平松禎史、福留嘉一
- デザインワークス - 小堀史絵、浅野元、安野モヨコ、大村祐介、竹、ユミヤオシダ、スーパーログ、ミズノシンヤ
- CGIアートディレクター - 小林浩康
- 2DCGIディレクター - 座間香代子
- CGI監督 - 鬼塚大輔
- CGIアニメーションディレクター - 松井祐亮
- CGIモデリングディレクター - 小林学
- CGIテクニカルディレクター - 鈴木貴志
- CGIルックデヴディレクター - 岩里昌則
- 動画検査 - 村田康人
- 色彩設計 - 菊地和子（Wish）
- 美術監督 - 串田達也（でほぎゃらりー）
- 撮影監督 - 福士享（T2 studio）
- 特技監督 - 山田豊徳
- 編集 - 辻田恵美
- 音楽 - 鷺巣詩郎
- 音響効果 - 野口透
- 録音 - 住谷真
- 台詞演出 - 山田陽（サウンドチーム・ドンファン）
- 総監督助手 - 轟木一騎
- 制作統括プロデューサー - 岡島隆敏
- アニメーションプロデューサー - 杉谷勇樹
- 設定制作 - 田中隼人
- プリヴィズ制作 - 川島正規
- 制作 - スタジオカラー
- 配給 - 東宝、東映、カラー
- 宣伝 - カラー、東映
- 製作 - カラー
- エグゼクティブ・プロデューサー - 庵野秀明、緒方智幸
- コンセプトアートディレクター - 前田真宏
- 監督 - 鶴巻和哉、中山勝一、前田真宏
- 総監督 - 庵野秀明

## 音楽

### 主題歌
「One Last Kiss」
宇多田ヒカルによる1番目の主題歌。作詞・作曲ともに宇多田自身で、共同プロデュースにA.G.クック。曲の提供は、宇多田がデビュー22周年を迎えた2020年12月9日に発表された。同曲のミュージック・ビデオは庵野秀明が監督した。
「Beautiful World (Da Capo Version)」
宇多田ヒカルによる2番目の主題歌。上記楽曲に続いてのメドレーとして流れる。2曲が使われたのはクレジットがシリーズ最長となり、1曲では長さ不足なことと、『序』の主題歌であった「Beautiful World」を最後に足してシリーズおよび『シン・エヴァ』全体のエンディング曲としたい、という庵野の要望による。宇多田はこれに応えて、本楽曲をゼロからリメイクしてセルフカバーしたバージョンを制作した。
以上2曲ともに、2021年3月9日に配信リリースされたほか、同年3月10日には、これまで宇多田が新劇場版に関連して提供した楽曲すべてを収録したEP『One Last Kiss』にも収録された。

### 挿入歌・挿入曲
- 「真実一路のマーチ」
  - 歌：坂本真綾
  - 作詞：星野哲郎
  - 作曲：米山正夫
- 「世界は二人のために」
  - 歌：坂本真綾
  - 作詞：山上路夫
  - 作曲：いずみたく
- 「人生を語らず」
  - 歌：関智一
  - 作詞・作曲：吉田拓郎
- 「VOYAGER〜日付のない墓標」
  - 歌：林原めぐみ
  - 作詞・作曲：松任谷由実
- 「激突!轟天対大魔艦」（『惑星大戦争』）
  - 作曲：津島利章（東宝レコード）
- 「もろびとこぞりて」讃美歌
- モーツァルト「アヴェ・ヴェルム・コルプス（まことのおからだ）」

## 経緯

### 2006年 - 2017年
2006年
- 9月9日発売の『月刊ニュータイプ』2006年10月号にて、『エヴァンゲリオン新劇場版 REBUILD OF EVANGELION（仮題）』の制作が発表された。この時点では後編（前作）および完結編（本作品）は2008年初夏の公開、同時上映で各45分とされた。

2007年
- 4月28日、『ヱヴァンゲリヲン新劇場版:序』の前売り券第一弾が販売開始された。また、前売り券発売と同時期に配布・掲載が開始されたチラシやポスターで中編・後編・完結編の各タイトルが発表され、完結編のタイトルは『ヱヴァンゲリヲン新劇場版:?』と発表された。
- 9月1日、第1作『ヱヴァンゲリヲン新劇場版:序』を公開。

2012年
- 1月1日、完結編『?』が2013年公開と発表された。
- 11月17日、第3作『ヱヴァンゲリヲン新劇場版:Q』を公開。次回予告にてタイトルが『ヱヴァンゲリヲン新劇場版:?』から『シン・エヴァンゲリオン劇場版𝄇』に変更され、公開時期も未定になった。

2014年
- 9月5日、『金曜ロードSHOW!』にて『Q TV版』（3.03'）が放映。本編終了後には「NEXT EVANGELION:3.0+1.0」と表記され、公式ページの英題が「FINAL」から「3.0+1.0」に変更された。

2015年
- 4月1日、株式会社カラー公式サイトほかにて、「『シン・エヴァンゲリオン劇場版』及びゴジラ新作映画（後に題名を『シン・ゴジラ』と発表）に関する庵野秀明のコメント」と題し、『シン・エヴァ』の制作状況が庵野の記名で簡単に述べられた。

2016年
- 7月19日、『シン・ゴジラ』の完成報告会見に庵野が出席。『シン・エヴァ』の遅れを謝罪した（この時点でも公開時期は公表されず）。
- 9月15日、『シン・ゴジラ』の発声可能上映会に庵野が出席。観客席から質問された『シン・エヴァ』の制作状況について、「頑張ります。ていうか、もう頑張ってます」と返答した。

2017年
- 7月29日、エヴァ公式サイトTOPほかにて、「続、そして終。非、そして反。シン・エヴァンゲリオン劇場版𝄇 鋭意制作中」との説明とともに串田達也が描いたイメージボードイラストが掲載された。

### 2018年
- 7月20日、この日劇場公開された『未来のミライ』の上映前の予告映像にて事前告知なしで特報が解禁され[48][49]、庵野の長年の夢であったという[50]東宝と東映の2社に加え[注 18]、カラーによる3社共同配給で、「2020年公開」と発表された[52]。
- 7月26日、劇場公開特報をインターネット上にて公開[53]。
- 7月29日、ワンダーフェスティバル2018夏の海洋堂ブース内に「特設 エヴァンゲリオンブース」が開設され[54]、各種展示物と共に特報が上映された[55]。
- 10月19日、碇シンジ役の緒方恵美公式Twitterにて収録についての事前打ち合わせを行ったことが掲載された[56]。

### 2019年
- 1月31日、公式Twitterにて打ち入り[注 19]を行ったことが掲載された[57]。
- 3月20日、アフレコの開始が台本の画像と共に公式Twitterにて公開され、反響を呼んだことが報じられた[58]。
- 7月1日、過去作では公式が配布していたフリーペーパー「EVA-EXTRA」がスマートフォン向けアプリとしてリリース[59][60][61]。
- 7月6日、「0706作戦」[62]と称されたイベントにて、「シン・エヴァンゲリオン劇場版 AVANT1（冒頭10分40秒00コマ）0706版」（EVANGELION:3.0+1.0 -LE FILM AVANT 1 (Du début Jusqu'à 10:40) Version 0706）と題されたアバンタイトル10分40秒分が、パリのJapan Expo、ロサンゼルスのANIME EXPO、上海、札幌、東京、名古屋、大阪、福岡にそれぞれ会場を確保したうえで世界同時上映され、LINE LIVEでも生配信された[59][60][63][64]。その後、エッフェル塔がモチーフとなった最新のイメージビジュアルが公開された[65]。
- 7月19日、この日劇場公開された『天気の子』の上映前の予告映像にて特報2が事前告知なしで解禁され、公開時期が2020年6月であることが発表された[66][67][68]。
- 8月9日、特報2.5が解禁され、エヴァンゲリオン改8号機γの新規カットやルビ（=振り仮名）が振られたテロップが発表された[注 20]。
- 8月28日、「シン・エヴァンゲリオン劇場版 AVANT1（冒頭10分40秒00コマ）0706版」の劇伴曲4曲を収録した「『シン・エヴァンゲリオン劇場版 AVANT1（冒頭10分40秒00コマ）0706版』使用劇伴音楽（BGM）集」のハイレゾ音源が配信[71][72]。
- 9月12日、「エヴァ愛No.1選手権〜わたしとエヴァンゲリオン〜」が開始[73]。ファン歴を記載した履歴書と400字詰原稿用紙2枚以内に直筆でエヴァ愛をつづった作文で応募し、優勝者には公開に先駆けて鑑賞できる権利『シン・エヴァンゲリオン劇場版を一般公開日前に「なる早で鑑賞できる権」』が授与される[74]。
- 11月22日、『劇場版 新幹線変形ロボ シンカリオン 未来からきた神速のALFA-X』とのコラボアートやコラボ映像第1弾がYouTubeにて公開[75]。12月27日にはコラボ映像第弐弾が同映画の上映劇場にて公開予定[76]。
- 12月25日、アプリ「EVA-EXTRA」内に「AR機能」が追加され、販売中のメッセージ枠を購入して投稿することにより、新宿ミラノ座跡地の工事現場の仮囲いに描かれたアートを伝言板として見られる「シン・エヴァンゲリオン劇場伝言板 AR出現計画」が開始された[77][78][79]。
- 12月27日、公開時期が2020年6月27日であることが発表された[13][80]。同日14時からグッズ付きムビチケカードの予約を開始した[81]。

### 2020年
- 2月25日、碇シンジ役の緒方恵美が、自身の公式Twitterにて本編の収録がほとんど終了したことを報告した[82]。
- 4月17日、新型コロナウイルス感染症（COVID-19）流行の影響により、公開延期が発表された[83]。また、同時にスタッフの情報と「さらば、全てのエヴァンゲリオン。」とのキャッチコピー[注 21]が記載された最新のイメージビジュアル[注 14]が公開され、英語サブタイトルが「THRICE UPON A TIME」[注 22]であることが公表された[83][85][86]。
- 10月4日、エヴァンゲリオンシリーズ25周年を記念して庵野や声優陣のコメントが公開されたほか、本作品のDパートが41分16秒尺であることが公表された[87][88]。
- 10月16日、この日劇場公開された『劇場版 鬼滅の刃 無限列車編』の上映前の予告映像にて事前告知なく特報3が解禁され、新たな公開日が2021年1月23日になることが発表された[89][90]。
- 11月19日、カラー、緒方恵美の公式Twitterにてリテイクを含めた全ての声の収録が終了したことが報告された[91][92]。
- 12月4日 - 12月24日、本作品の公開に先駆け、『序（1.11）』（12月4日）、『破（2.22）』（12月11日）、『Q（3.33）』（12月18日）が初公開となるMX4D/4DXでの4D版と合わせて全国373館（4D版82館を含む）で再上映された[93][94]。
- 12月17日、カラー 2号機のTwitterにてスタジオ内での全ての撮影・編集作業が終了したことが報告された[95][96]。
- 12月21日、カラーの公式Twitterなどにて初号試写が行われたことが報告された[97][98]。なお、試写の会場には前田真宏描き下ろしのポスターも飾られた。
- 12月23日、本作品がIMAXで同時上映がされることが発表された[99][100]。
- 12月25日、「One Last Kiss」の一部が収録された本予告が解禁された[101][102]。また、総作画監督・錦織敦史による劇場用ポスターが公開された。

### 2021年

#### 日本公開以前
- 1月8日 - 22日、本作品の公開に先駆け、『新世紀エヴァンゲリオン劇場版 DEATH (TRUE)2 / Air / まごころを、君に』が再上映された[103]。
- 1月9日、1月23日の公開初日午前0時に予定していた世界最速上映が[104][105]、新型コロナウイルス感染症の感染拡大の影響と緊急事態宣言の発令による一部映画館の営業時間短縮に伴い、中止を発表[106][107]。
- 1月9日 - 22日、本作品の公開に先駆け、『ヱヴァンゲリヲン新劇場版:Q』を庵野総監督全面監修のもと、2Kフルサイズで全カット再撮影したIMAX版『ヱヴァンゲリヲン新劇場版:Q EVANGELION:3.333 YOU CAN (NOT) REDO.』が上映された[99][100][108]。なお、上映に合わせて次回予告の内容は変更されている[109]。また、予定では1月8日より公開を予定していたが、公開当日になってIMAX社での作業過程で一部音声トラックの未反映による重大な作業不備が発覚したため、公開を見合わせた[110][111]。その後、各シアターへの修正データ再納品が完了し、予定より1日遅れで順次公開が開始された[112][113]。
- 1月12日・19日・26日、本作品の公開に先駆け、映画天国にてテレビシリーズからセレクトされた12話が3週連続で放送された[114][注 23]。
- 1月14日、新型コロナウイルス感染症の拡大状況ならびに政府の緊急事態宣言を鑑みて公開の再延期が決定[115][116]。同時に、1月24日に先行配信、1月27日に発売予定であった宇多田ヒカルによる配信限定シングルおよびEP『One Last Kiss』、2月10日発売予定であった本作品の音楽集CD『Shiro SAGISU Music from "SHIN EVANGELION"』も発売延期が決定した[117][118][119]。また、公開されていたポスターや本予告も変更され（「本予告・改」が同日に公開）、「共に乗り越えましょう」の文言が追加された[注 24][120][121]。
- 1月15日、本作品の公開に先駆け、『金曜ロードSHOW!』にて『序 TV版』（1.01''）が放映[122][123][124]。本編終了後に公開延期を受けて急遽収録された緒方恵美によるメッセージが放映された[125][126]。
- 1月22日、本作品の公開に先駆け、『金曜ロードSHOW!』にて『破 TV版』（2.02'''）が放映[122][123][124]。本編終了後に公開延期を受けて収録された林原めぐみによるメッセージが放映された。
- 1月22日、15秒のTV SPOTが解禁された[127][128]。
- 1月29日、本作品の公開に先駆け、『金曜ロードSHOW!』にて『Q TV版』（3.03''）が放映[122][123][124]。本編終了後には、IMAX版『Q』において上映された最新の次回予告[129]と、公開延期を受けて収録された三石琴乃によるメッセージが放映された[130]。
- 2月16日、映画倫理機構の審査作品リストが更新され、本作品の上映時間が154分（2時間34分）であることが判明した[131]。しかし、同日に映倫はサイト上から記述を削除し、2月19日、「未確認情報を権利元の承諾を得ずに掲載しましたことをお詫び申し上げます」として謝罪文を掲載した[132]。
- 2月26日、継続的に各劇場で有効な感染対策がなされており、感染リスクを軽減する新たな鑑賞マナーが定着していることを鑑みて、新たな公開日が2021年3月8日（月）になることが発表された[3][133][134]。また、IMAXに加えてMX4D/4DXの4D版が同時公開されること、本作品の上映時間が155分（2時間35分）であることが正式発表され、宇多田ヒカルによる『One Last Kiss』を配信限定シングルが3月9日、EPが3月10日、本作品の音楽集CD『Shiro SAGISU Music from "SHIN EVANGELION"』を3月17日に発売することが決定した[135][136]。

#### 日本公開中
- 3月8日、午前0時に2019年に開催したイベント「0706作戦」内で公開した映像「シン・エヴァンゲリオン劇場版 AVANT1（冒頭10分40秒00コマ）0706版」に新たに未公開部分を追加した「これまでのヱヴァンゲリヲン新劇場版+シン・エヴァンゲリオン劇場版 冒頭12分10秒10コマ」を公開[137][138]。この映像は「新劇場版」シリーズの見放題配信を行っていたAmazon Prime Videoの公式YouTubeチャンネルとTwitterで行われるイベント「『ヱヴァンゲリヲン新劇場版』同時視聴作戦 第3夜『ヱヴァンゲリヲン新劇場版:Q』」にてライブ配信、カラー公式YouTubeチャンネルにてプレミア公開された。配信後にはPrime Videoにて3月21日まで2週間限定で見放題・独占配信された[注 25]。
- 3月8日、午前7時の初回上映を皮切りに、全国466館（IMAX38館、4D版82館含む）の劇場で公開された[3][140][141][142]。
- 3月15日、Aパートである「第3村」のシーンを映した15秒のTV SPOT Bが公開された[143][144][145][注 26]。
- 3月19日、一部を除く全国の上映劇場で錦織敦史描き下ろしによる「公開中」バージョンのポスターが新たに掲示開始された他、公式サイトでは「声の出演」欄が更新され、神木隆之介と内山昂輝が参加していることが発表された[146][147][148]。
- 3月28日、新宿バルト9にてキャスト14名による来場御礼舞台挨拶が開催された[149][150]。舞台挨拶は午前9時上映回、午前10時上映回の2回にわたり実施され、9時上映回の舞台挨拶は全国334の劇場へ生中継された[151][152]。なお、シリーズとしての舞台挨拶は1997年以来24年ぶりとなる[153]。
- 3月28日、劇中で使用された「VOYAGER〜日付のない墓標」のカバー楽曲に乗せて第3村のシーンなどが映し出される「追告A」、鷺巣詩郎による楽曲「this is the dream, beyond belief...」をBGMに劇中の戦闘シーンが収められた「追告B」が解禁された[154][155][156]。
- 4月5日、宇多田ヒカルの「Beautiful World（Da Capo Version）」をBGMに、登場キャラにスポットを当てて、過去作と本作品を交えて編集した映像「Character Promotion Reel」を6日連続で公開。碇シンジ、綾波レイ/アヤナミレイ（仮称）、式波・アスカ・ラングレー、真希波・マリ・イラストリアス、渚カヲル、葛城ミサトの順に公開した[157]。
- 4月11日、新宿バルト9にて碇シンジ役の緒方恵美をMCに迎え、庵野秀明、鶴巻和哉、前田真宏の監督陣による来場御礼舞台挨拶が開催された[158][159]。舞台挨拶は全国328館へ生中継され、会場の新宿バルト9のチケットは約3分で完売した[160][161]。なお、監督陣が舞台挨拶をするのはシリーズとしては初であり、これについて庵野は「今日は皆さんに直接、スタッフの代表としてお礼を言う最後のチャンスかなと思って、出ることにしました」と話している[162]。
- 6月11日、ラストラン（終映）に向けて、一部を除く全国の上映劇場で錦織敦史描き下ろしによる"公開中ポスター2"が新たに掲示を開始した[163][164]。前回のポスターで描かれた14人のキャラクターたちが夕日に包まれ、キャッチコピーが「さらば、全てのエヴァンゲリオン」から「さようなら、全てのエヴァンゲリオン」[注 27]、英字タイトルが後述する新バージョン「EVANGELION:3.0+1.01」表記に変更になっており、公開表記も「終映迫る」とシリーズ最後の劇場用ポスターを象徴するビジュアルとなっている。
- 6月12日、ラストランに向けて、全国合計100万名に『EVA-EXTRA-EXTRA』の配布を開始し、映画本編映像のカットの一部差し替えを行った新バージョン「EVANGELION:3.0+1.01」、全国6劇場にてドルビーシネマでの上映も同日公開された[165]。
- 6月18日、劇中の印象的なセリフを90秒にわたって詰め込んだ映像「現在のエヴァンゲリオン」が解禁された[166]。ナレーション（タイトルコール）は真希波・マリ・イラストリアス役の坂本真綾が担当した。
- 6月27日、1月に公開された「ヱヴァンゲリヲン新劇場版:Q EVANGELION:3.333 YOU CAN (NOT) REDO.」の4K ULTRA HD Blu-ray / Blu-rayが8月25日に発売されることを記念して、東京・新宿バルト9にて「Q（3.333）」と「シン・エヴァンゲリオン劇場版（3.0+1.01）」の連結上映が行われた[167][168][169]。上映前にはキャスト9名登壇の舞台挨拶も行われた[170]。なお、この企画は1月に公開を予定していた際に実施予定であった企画であり、開催日は当初公開を予定していた日からちょうど1年での開催となった[104][171]。
- 7月6日、カラー公式YouTubeチャンネルにて「続0706作戦」がプレミア配信された[172][173][174]。詳細は「#配信番組」を参照。
- 7月11日、新宿バルト9にてキャスト4名と庵野秀明総監督によるフィナーレ舞台挨拶が開催された[172][173][174][175][176]。舞台挨拶は13時35分の上映回（上映後）、17時45分の上映回（上映前）の2回にわたり実施され、どちらも全国333館へ生中継された[177][178][179]。また、当日は悪天候によって、一部劇場への中継に不具合が生じたことから13日から20日24時までの期間限定で公式アプリEVA-EXTRAにて1回目の舞台挨拶の無料特別配信を実施した[180]。
- 7月21日、一部劇場（全国26館）[181]を除き日本全国での上映を終了した[172][173][174][182]。

#### 日本公開終了後
- 8月13日、Amazon Prime Videoにて本編（3.0+1.01）の独占配信を240以上の国と地域のプライム会員限定で開始[183][184][185]。当初日本国内は対象外となる予定であったが[186]、多くの要望を受けて日本国内でも同日0時（日本時間）より配信されることになった[5]。
- 9月23日、日本国内最後の上映館で3月8日の公開当初から本作品を上映していた宇部シネマスクエア7での上映が終了した[187]。

### 2022年
- 3月8日、公開から1周年を記念して、Twitchにて「「シン・エヴァンゲリオン劇場版」1周年記念特番」が生配信された[188][189][190][191]。詳細は「#配信番組」を参照。

### 2023年
- 3月8日、BD版・UHD BD版・DVD版『シン・エヴァンゲリオン劇場版 EVANGELION:3.0+1.11 THRICE UPON A TIME』を発売[192]。
- 4月28日から5月11日までBlu-ray & DVD収録特典映像『EVANGELION:3.0（-46h）劇場版』が『シン・仮面ライダー』の併映作として上映[193]
- 8月19日、WOWOWにて『シン・エヴァンゲリオン劇場版EVANGELION:3.0+1.01 THRICE UPON A TIME』TV初放送（後にリピート放送も実施）[194]。

## 公開・反響
本作は2021年3月8日にIMAX版、4D版（4DX、MX4D）も同時公開された。また、同年6月12日よりドルビーシネマ版も公開され、さらに同日より映画本編映像のカット単位の細かな修正や差し替えを行った新バージョン『EVANGELION:3.0+1.01』版の上映も開始された。

### 日本国内
|                                         | 公開初日 | 最終                            |
| --------------------------------------- | -------- | ------------------------------- |
| シト新生 （1997年）                     |          | 18.7億円 （配給収入：11億円）   |
| Air/まごころを、君に （1997年）         |          | 24.7億円 （配給収入：14.5億円） |
| 新劇場版:序 （2007年）                  |          | 20.0億円                        |
| 新劇場版:破 （2009年）                  |          | 40.0億円                        |
| 新劇場版:Q （2012年）                   | 6.48億円 | 53.0億円                        |
| シン・エヴァンゲリオン劇場版 （2021年） | 8.03億円 | 102.8億円                       |

初日のチケットは3日前の3月5日午前0時より順次販売されたが、各地の映画館の販売サイトにアクセスが殺到しつながりにくいといったケースも多発し、「エヴァ初日」などのワードがTwitter（現・X）のトレンド入りするなど話題となった。
急遽の公開決定により公開日発表が10日前、公開初日が平日である月曜日、さらに一部地域では上映環境に制限があるという中での公開となったが、封切り時の上映館数は『序』の85、『破』の120、『Q』の224より大幅に増え、日本全国346館で公開された。公開初日である3月8日の興行収入は8億277万4200円、観客動員数は53万9623人を記録し、土曜公開であった前作『ヱヴァンゲリヲン新劇場版:Q』の初日興行収入対比123.8%、観客動員対比121.7%というスタートとなった。
また、公開初日のTwitterには「庵野監督」や登場人物の名前、上映時間の長さから「トイレ休憩」といったワードとともに「ネタバレ」、「Twitter封印」がトレンド入りし、シリーズ完結編の結末に対するSNS上での警戒感にシンジ役の緒方恵美も注意を促したり、伏せ字投稿サービス「fusetter」のアクセス数が同サービス史上2位を記録するなど大きな話題となった。
5月6日、公開初日からの59日間の累計で興行収入が82億8229万8700円となり、2016年に庵野秀明が同じく脚本と総監督を務めた『シン・ゴジラ』の最終興行収入82.5億円を超え、庵野秀明総監督作品の最高記録を更新したと発表された。
6月12日・13日の14週目の週末では、12日より新たな入場者特典の配布、カット毎の細かな修正などを加えた新バージョンの公開、ドルビーシネマ上映を開始したため、前週対比で動員939.8%、興収960.5%を記録し、週末動員ランキングにおいてトップテン圏外の11位であった前週（6月5・6日の13週目の週末）から1位に急上昇した。
7月13日、公開初日から同月12日までの127日間の累計で興行収入は100億1582万円、観客動員数は655万人を突破し、エヴァンゲリオンシリーズ、庵野秀明監督作品ともに初の100億円を突破したことが発表された。東映・東宝・カラー共同配給作品ではあるものの、東映が配給に参加した映画としては初の100億円突破作品となった。
7月21日の終映時点における興行収入は102.2億円、観客動員数は669万人となり、日本映画製作者連盟が発表した2021年（令和3年）の全国映画概況においては興収102.8億円で年間トップの成績を残した。
本作品はIMAX、MX4D、4DXといった特殊上映が4月5日発表時点の興収のうち、約13億円と全体の興収の2割近くを占める異例の収益構造となっている。
また、8月13日よりAmazon Prime Videoにて本作品を独占配信した際には2015年に日本でサービス開始して以来、全作品の中で配信初日の視聴者数で歴代1位になったと同月17日に発表した。ただし具体的な再生回数などは明らかにしていない。
|                                     | 動員数 （万人） | 動員数 （万人） | 動員数 （万人） | 興行収入 （億円） | 興行収入 （億円） |
| 週末                                | 週末            | 累計            | 週末            | 累計              |                   |
| ----------------------------------- | --------------- | --------------- | --------------- | ----------------- | ----------------- |
| 1週目の週末 （2021年3月13日・14日） | 1位             | 76.1            | 219.5           | 11.8              | 33.38             |
| 2週目の週末 （3月20日・21日）       | 1位             | 42.3            | 322.3           | 6.8               | 49.35             |
| 3週目の週末 （3月27日・28日）       | 1位             | 33.0            | 396.1           | 5.3               | 60.78             |
| 4週目の週末 （4月3日・4日）         | 1位             | 19.6            | 451.3           | 3.2               | 68.99             |
| 5週目の週末 （4月10日・11日）       | 1位             | 16.1            | 484.8           | 2.7               | 74.26             |
| 6週目の週末 （4月17日・18日）       | 2位             |                 | 508.8           | 1.6               | 77.99             |
| 7週目の週末 （4月24日・25日）       | 3位             |                 | 523.4           | 0.9               | 80.13             |
| 8週目の週末 （5月1日・2日）         | 3位             |                 | 542.3           |                   | 82.82             |
| 9週目の週末 （5月8日・9日）         | 3位             |                 | 546.9           | 0.4               | 83.53             |
| 10週目の週末 （5月15日・16日）      | 4位             |                 | 553.9           | 0.7               | 84.58             |
| 11週目の週末 （5月22日・23日）      | 6位             |                 | 559.5           | 0.4               | 85.43             |
| 12週目の週末 （5月29日・30日）      | 8位             |                 | 563.5           | 0.3               | 86.05             |
| 13週目の週末 （6月5日・6日）        | 圏外            |                 | 567.9           | 0.3               | 86.71             |
| 14週目の週末 （6月12日・13日）      | 1位             | 16.9            | 586.8           | 2.7               | 89.65             |
| 15週目の週末 （6月19日・20日）      | 5位             |                 | 611.4           | 1.2               | 93.29             |
| 16週目の週末 （6月26日・27日）      | 4位             |                 | 627.0           | 1.4               | 95.69             |
| 17週目の週末 （7月3日・4日）        | 6位             |                 | 639.3           | 0.9               | 97.56             |
| 18週目の週末 （7月10日・11日）      | 5位             | 10.2            | 654.3           | 1.7               | 99.97             |
| 19週目の週末 （7月17日・18日）      | 6位             |                 | 664.3           | 0.6               | 101.54            |
| 20週目の週末 （7月24日・25日）      | 圏外            |                 |                 |                   | 102.38            |
| 最終的な興行成績                    | 672万人         | 672万人         | 672万人         | 102.8億円         | 102.8億円         |

#### 前売券
- 2019年12月27日には、庵野秀明総監督サイン入り「ヴィレの青いバンダナ」付『シン・エヴァンゲリオン劇場版』ムビチケカードの予約が開始された。
- 2020年5月13日には、CD『EVANGELION FINALLY』のムビチケカード付き数量限定・期間限定盤が発売予定であったが、COVID-19流行の影響で同年10月7日に延期となった[271][272]。

#### 入場者特典
- 公開初日より総作画監督・錦織敦史による「式波・アスカ・ラングレー」描き下ろしイラストチラシが全国合計300万名に配布された[134]。
- 3月27日、全国合計100万名に同月19日より掲載されている総作画監督・錦織敦史による「公開中」ポスターのビジュアルを基とした、入場者特典『シン・ポスタービジュアルカード』（A5サイズ）の配布を開始した[273][274]。
- 5月15日、全国合計100万名に総作画監督・錦織敦史描き下ろしのイラストに林原めぐみ、宮村優子のサインとメッセージが入った新たな入場者特典「キャストサイン入り『アヤナミレイ（仮称）/式波・アスカ・ラングレー』リバーシブルミニポスター」（A4サイズ）の配布を開始[275][276]。アスカのイラストは公開初日から配布された「『式波・アスカ・ラングレー』描き下ろしイラストチラシ」絵柄の再登場である。特典は緊急事態宣言発出直前時点で用意しており、ゴールデンウィーク期間に配布の準備をしていたが、緊急事態宣言の対象地域の映画館へ休業要請が出されたことを鑑みて、配布の実施を自粛していた。しかし、5月12日から休業要請ではなく時短要請とする発表を受け、配布を決定した。また、6月1日以降に営業再開をした映画館でも特典は配布された[277]。
- 6月12日、ラストランに向けて、全国合計100万名に庵野秀明が企画・原作・監修を務め、『Q』の前日譚が描かれたマンガ「EVANGELION:3.0（-120min.）」をはじめ、クリエイター陣による描き下ろし寄稿を収録した公式謹製36P冊子『EVA-EXTRA-EXTRA』の配布を開始[165][278]。同冊子は後述のイベントや公式SNSのハッシュタグで『シンエヴァの薄い本』と通称された[163]。
- 6月26日、全国合計100万名に新たな入場者特典としてキャストサイン入り「真希波・マリ・イラストリアス」またはキャストサイン入り「渚カヲル」のミニポスター（A4サイズ）の配布を開始[279][280]。マリのイラストは総作画監督・錦織敦史描き下ろしのイラストに坂本真綾のサインとメッセージ、カヲルのイラストは作画監督・田中将賀描き下ろしのイラストに石田彰のサインとメッセージが入っている[281]。元来は別の時期での配布スケジュールを組んでいたが、コロナ禍の影響を受け、全体の入場者プレゼントの配布スケジュールが変更となり、配布できない可能性もあったが、ラストランへの多大なる後押しを受け、それぞれ50万名分のランダム配布という形で配布が決定した。

### 日本国外
日本国外の世界240か国以上の国や地域では、本作品の新バージョン「3.0+1.01」がAmazon Prime Videoにて2021年8月13日より独占配信で初公開された。日本国外では劇場ではなく配信での初公開とした理由を庵野秀明総監督は「できるだけ早く海外のファンに映画を届けるために、何が最良の方法かを探していました。グローバルでのストリーミングパートナーとしてPrime Videoと出会えた事を嬉しく思っています」と語った。配信にあたっては英語、フランス語、ドイツ語など10か国語で吹き替え版が用意されるほか、28か国語で字幕版が提供される。なお、この発表があった際には劇場公開が行われた日本での配信は未定であったが、同年7月20日、国外と同日にAmazon Prime Videoにて独占配信されることが発表された。

## 違法行為への対処
本作品は特報や本編を盗撮した映像のインターネット流出、誹謗中傷や脅迫、犯罪を示唆する行為が確認された例があり、カラーが公式サイトにて文書を発表した。
- 2018年7月26日、劇場で限定公開されていた特報の盗撮映像をインターネット上で公開する行為が確認され、それらに対して厳しく対処していく方針を発表した[285]。
- 2021年3月13日、本編を盗撮した映像がネット上で確認され、こうした行為に対しては厳しく対処していく所存であることを発表した。また、2018年の盗撮行為については被疑者が書類送致されていることも報告した[286]。
- 2021年5月13日、エヴァンゲリオン公式サイトなどにおいて「本作の内容や関連取材記事等を曲解し、作品関係者個人への誹謗中傷や脅迫、犯罪を示唆する行為を確認しています」と報告し、「創作されたフィクションに於いてその見方、受け取り方は、皆様のご感想やご意見として真摯に受け止めています」としたうえで、作品関係者個人への尊厳を損なう行為、誹謗中傷、脅迫などについては「どのような場合に於いても強く抗議」し、明確な犯罪相当の発言に対しては日本国内・国外を問わず法的措置を取るとの声明を日本語・中国語・英語の文書によって発表した[287][288]。

## 評価

### 日本国内での評価
- ライターの飯田一史は本作品について、数年後に改めて鑑賞すれば「良い作品だった」と思えるかもしれないが、今は好き嫌い以前に気持ちが入っていけなかったと述べている[289]。その理由として、庵野の過去作品を自己模倣したような既視感のある展開が目立つ点[289]、『夏エヴァ』や『Q』のような「どう受けとめていいのかわからないが、とにかくすごいものを観てしまった」という体験もなくただ大団円に向けての段取りを見せられているように微温的である点[289]、かつて子どもであった存在が、大人になって地に足をつけて生活していることに肯定的な描写は、すでに自分が現実で通ってきた道を確認されただけで意外性がなかったという点の3つを主張している[289]。
- 批評家の東浩紀は本作品について「大傑作。監督とスタッフを称えたい」「エヴァはあまりに大きなものを背負わされてきた」「そのすべてに応え、四半世紀にわたり伸び切った伏線を回収するのは不可能に近かったが、新作は見事にやってのけている」と肯定的に評価し、「このような複雑で野心的な作品が、これほどの長い時間をかけて制作され、これほどの数の観客が見る社会に生きていることを、僕は幸せに思う。ありがとう、すべてのエヴァンゲリオン」と締めくくっている[290][291]。
- 横浜国立大学教授（ポピュラー文化研究）の須川亜紀子は、本作の設定である「人類補完計画」を「男性社会が引き起こした歪み」と捉えた上で、登場する女性たちの描かれ方に注目し「シンジとゲンドウをとりまく女性たちに注目すると、違う物語がみえてくる」と評している[290][292]。
- 精神科医の斎藤環は本作品を、エヴァというロボットアニメのふりをした「承認をめぐるサーガ」と位置づけ、「1人の作家と彼が制作した物語とその熱心な消費者が「承認」というテーマのもとで相互浸透しつつ影響を及ぼし合う中から生成し続けた」と語り、「それ故に本作は、傑作アニメという評価に留まらず、作家の苦闘と成長の記録にして優れた歴史的ドキュメントでもありえた（メタ・ビルドゥングスロマン）」「こんな作品は二度と作られ得ない。作家と物語、消費者と社会のそれぞれが、「承認」をめぐってシンクロし続けると言う事態そのものが、一回限りの奇跡でしかないからだ」と評した[293]。
- SF評論家の大森望は、「エヴァは3度目の完結で日本の「スター・ウォーズ」になった」と評した。「スター・ウォーズとエヴァのテーマは、どちらも普遍的な父と息子の葛藤。親子ゲンカに世界が巻き込まれる話。そして、親世代から見れば子育てに悩む物語でもあるので、SFやオカルトの要素に関係なく、多くの人の心に響く」と語り「ルーカスは自分自身では物語を終わらせられなかったけれど、庵野監督は25年をかけ、自らの手で律儀に1つ1つの要素を回収して幕を引いた」と評した[294]。
- アニメ評論家の藤津亮太は本作品について、「1995年放送のテレビシリーズ『新世紀エヴァンゲリオン』と同じ主題の物語として締めくくられていた」ことを肯定的に評価し、「多くの観客が本作を「大団円」と感じたのは、単にラストシーンから幸福感が感じられるだけではなく、「すべてのエヴァンゲリオン」を包括する本作の姿勢があったればこそのものだろう」と評価した[290][295]。
- 国内最大級の映画レビューサービスであるFilmarksが発表するユーザーが投稿したスコア・レビュー数をもとにした「3月第2週公開映画の初日満足度ランキング」では本作品が17010件のレビュー、5点満点中4.48点で第1位を記録し、同週に公開された他作品と比べて高い評価を得た[296]。また、「2021年上半期_映画満足度ランキング」にてレビュー数が1万件以上の作品において4.36点で第1位を記録し[297]、「2021年映画満足度ランキング」にて邦画において74725件のレビュー、4.28点で第1位を記録した[298]。
- 小説家の零雫は本作を視聴して創作意欲が湧き、2022年に第15回GA文庫大賞を受賞し『不死探偵・冷堂紅葉』でデビューしている[299]。受賞時のタイトル『君と最後のキスをする』も本作の主題歌である「One Last Kiss」に由来する[299]。

### 日本国外での評価
『ヱヴァンゲリヲン新劇場版:Q』と対照的に、アメリカの批評家の反応は肯定的である。2021年8月時点で映画批評サイトRotten Tomatoesでは、『シン・エヴァンゲリオン劇場版』は、11件のレビュー中100%で、平均値は8.5/10を記録している。またMetacriticには6件のレビューがあり、加重平均値は85/100となっている。
- Anime News Networkのリチャード・アイゼンバイス（Richard Eisenbeis）は、本作品がテーマ面でもストーリー面でも『新世紀エヴァンゲリオン劇場版 Air/まごころを、君に』と密接に関係していることを指摘し、本作品におけるキャラクターの描写・造形のされ方を称賛した。その一方、『Q』および『シン』で描かれた世界観のディテールが説得力に欠けていることや、新劇場版の中でのマリの存在意義が十分に示されていないことなどを批判した[302]。
- IGNのカイル・マクレイン（Kyle McLain）は、本作品に「成長」「希望」「前向きさ」というテーマが込められていることを称賛しながらも、ラストシーンについては「意味不明である（inscrutable）」とした[303]。
- ジャパンタイムズ紙のマット・シュライ（Matt Schley）は次のように評した：「ヱヴァンゲリヲン新劇場版の決定的かつ明快なラストを望んでいた人々にとっては、『シン』は魅力あるものではない。過去作と同様に、『シンエヴァ』は答えよりも多くの疑問を投げかけている。時は巡り巡るのである」[304]
- Crunchyrollのダリル・ハーディング（Daryl Harding）は、本作品が「極めてメタ的である」点を指摘しこれを称賛した。また、映像内の細かい描写を高評価する一方で、2Dアニメーション映像の全体的な美しさという点では「良くも悪くも『序』が製作された頃と代わり映えしない」という見方を示した[305]。

### 受賞・ノミネート
| 発表年 | 賞                                           | 日付     | 部門                                                           | 対象                         | 結果       | 出典                                    |
| ------ | -------------------------------------------- | -------- | -------------------------------------------------------------- | ---------------------------- | ---------- | --------------------------------------- |
| 2021   | 2021年上期ヒット商品番付（日経MJ）           | 6月16日  | 西関脇                                                         | シン・エヴァンゲリオン劇場版 | 受賞       | [ 306 ]                                 |
| 2021   | 2021年上半期映画満足度ランキング（Filmarks） | 7月7日   | 映画満足度（★スコア）ランキング【レビュー数が1万件以上の作品】 | シン・エヴァンゲリオン劇場版 | 第1位      | [ 307 ] [ 297 ]                         |
| 2021   | 2021年ヒット商品ベスト30（日経トレンディ）   | 11月3日  | 2021年ヒット商品ベスト30                                       | シン・エヴァンゲリオン劇場版 | 第3位      | [ 308 ] [ 309 ]                         |
| 2021   | Yahoo!検索大賞2021                           | 11月25日 | 映画部門                                                       | シン・エヴァンゲリオン劇場版 | 第1位      | [ 310 ] [ 311 ]                         |
| 2021   | ゴールデングロス賞                           | 12月1日  | 最優秀・金賞（日本映画部門）                                   | シン・エヴァンゲリオン劇場版 | 受賞       | [ 312 ] [ 313 ]                         |
| 2021   | 2021年ヒット商品番付（日経MJ）               | 12月3日  | 東関脇                                                         | シン・エヴァンゲリオン劇場版 | 受賞       | [ 314 ]                                 |
| 2021   | DIMEトレンド大賞2021（DIME）                 | 12月16日 | エンタメ・カルチャー部門賞                                     | シン・エヴァンゲリオン劇場版 | 受賞       | [ 315 ]                                 |
| 2021   | 報知映画賞                                   | 12月16日 | アニメ作品賞                                                   | シン・エヴァンゲリオン劇場版 | ノミネート | [ 316 ] [ 317 ]                         |
| 2021   | 2021年映画満足度ランキング（Filmarks）       | 12月23日 | 映画満足度（★スコア）ランキング【邦画】                        | シン・エヴァンゲリオン劇場版 | 第1位      | [ 318 ] [ 298 ]                         |
| 2022   | 映画ベストテン（映画秘宝）                   | 1月21日  | 2021年度 映画ベストテン                                        | シン・エヴァンゲリオン劇場版 | 第10位     | [ 319 ]                                 |
| 2022   | 日本商品化権大賞                             | 2月1日   | 国内部門                                                       | 「エヴァンゲリオン」シリーズ | 受賞       | [ 320 ]                                 |
| 2022   | キネマ旬報ベスト・テン                       | 2月5日   | 日本映画ベスト・テン                                           | シン・エヴァンゲリオン劇場版 | 第19位     | [ 321 ]                                 |
| 2022   | キネマ旬報ベスト・テン                       | 2月5日   | 読者ベスト・テン（日本映画）                                   | シン・エヴァンゲリオン劇場版 | 第19位     | [ 321 ]                                 |
| 2022   | coco賞                                       | 2月10日  | 2021年ベストムービー                                           | シン・エヴァンゲリオン劇場版 | 第1位      | [ 322 ] [ 323 ]                         |
| 2022   | 東京アニメアワード2022                       | 2月10日  | 作品賞（劇場映画部門）                                         | シン・エヴァンゲリオン劇場版 | 受賞       | [ 324 ] [ 325 ]                         |
| 2022   | 東京アニメアワード2022                       | 2月10日  | 個人賞（原作・脚本部門）                                       | 庵野秀明                     | 受賞       | [ 324 ] [ 325 ]                         |
| 2022   | 東京アニメアワード2022                       | 2月10日  | 個人賞（監督・演出部門）                                       | 庵野秀明                     | 受賞       | [ 324 ] [ 325 ]                         |
| 2022   | 声優アワード                                 | 3月5日   | 主演女優賞                                                     | 緒方恵美                     | 受賞       | [ 326 ] [ 327 ] [ 328 ]                 |
| 2022   | 声優アワード                                 | 3月5日   | 助演男優賞                                                     | 立木文彦                     | 受賞       | [ 326 ] [ 327 ] [ 328 ]                 |
| 2022   | 声優アワード                                 | 3月5日   | シナジー賞                                                     | 「エヴァンゲリオン」シリーズ | 受賞       | [ 326 ] [ 327 ] [ 328 ]                 |
| 2022   | 第45回日本アカデミー賞                       | 3月11日  | 最優秀アニメーション作品賞                                     | シン・エヴァンゲリオン劇場版 | 受賞       | [ 329 ] [ 330 ] [ 331 ] [ 332 ] [ 333 ] |
| 2022   | 第45回日本アカデミー賞                       | 3月11日  | 話題賞（作品部門）                                             | シン・エヴァンゲリオン劇場版 | 受賞       | [ 329 ] [ 330 ] [ 331 ] [ 332 ] [ 333 ] |
| 2022   | 日本映画批評家大賞                           | 5月30日  | アニメーション監督賞                                           | 庵野秀明                     | 受賞       | [ 334 ] [ 335 ]                         |
| 2022   | 第41回藤本賞                                 | 5月31日  | 特別賞                                                         | 緒方智幸                     | 受賞       | [ 336 ] [ 337 ]                         |

## プロモーション

### コラボレーション
- 2020年12月9日に日本テレビ系列で放送されたお笑い番組『有吉の壁』3時間スペシャルでは、本作品による全面協力のもと、『破』の1シーンを用いて芸人たちによるアフレコ大喜利が開催された[338][339]。
- 2021年1月22日放送の日本テレビ系「金曜ロードSHOW!」『ヱヴァンゲリヲン新劇場版:破 TV版』にて『にゃんこ大戦争』とのコラボを記念した約90秒のCM「『新世紀エヴァンゲリオン』OP映像 にゃんこ大戦争ver.」が放送された[340]。高橋洋子による「残酷な天使のテーゼ」を「にゃ」という歌詞のみで歌った「にゃん酷なにゃんこのテーゼ」が流れ、トレンド入りするなど話題を呼んだ[341]。また、音源は翌23日に配信された[342]。
- 2021年3月8日には、ゼンショーホールディングス系列の大手外食チェーン店「すき家」「なか卯」「はま寿司」「ココス」「ビッグボーイ」により、「外食5チェーン共同作戦」と銘打ってコラボメニューが提供開始された[343][344]。
- 2021年3月12日から作品本編が始まる前に上映する"シネマ広告"として、ゲヒルンがiOS/Androidアプリ「特務機関NERV防災アプリ」の動画広告を上映[345]。宮城県出身であり、本作品で加持リョウジ役を演じている山寺宏一ナレーションによる「特務機関NERV防災啓発動画」の「津波の歴史」編15秒バージョンを放映。ゲヒルンは「上映期間が3月11日前後となり、防災が意識されるタイミングになった。防災の備えを強化するきっかけになることを願っている」としている。

### イベント
- 2021年4月10日 - 9月8日、スモールワールズTOKYOにて「第3村ミニチュアセット」を展示。4月9日、展示に先駆け、メディア向け先行内覧会が開催。相田ケンスケ役を務める声優・岩永哲哉、株式会社グラウンドワークス（エヴァンゲリオン版権管理）代表取締役の神村靖宏、株式会社カラー 文化事業担当 学芸員の三好寛が登場した[28][346]。
- 2021年4月17日 - 5月9日、TwitterやInstagramの公式SNSアカウントをフォローし、対象期間中に同じ上映回を複数人で鑑賞し、その人数分の座席指定券の写真をハッシュタグと共に投稿すると、劇場用ポスター（B1サイズ）、「エヴァストアグッズセット詰め合わせ（10,000円相当）」をプレゼントする「新生活応援！ #一緒にシンエヴァ 豪華プレゼントSNSキャンペーン」を実施[347]。また、本キャンペーンの第二期を5月10日 - 6月30日に実施[348]。
- 2021年5月1日、こどもの日を前にプロモーションを兼ねた大型連休企画として、「初号機かぶと」のペーパークラフトをカラーがPDFで無償公開した[349][350]。また、『ヱヴァンゲリヲン新劇場版:序』公開時に配布した「初号機ペーパークラフト」も再度公開した[351][352]。
- 2021年6月12日 - 7月30日、TwitterやInstagramの公式SNSアカウントをフォローし、対象期間中のチケット半券と入場者特典である「EVA-EXTRA-EXTRA」の写真をハッシュタグと共に投稿すると、最新絵柄の公開中ポスター2（B2サイズ）をプレゼントする「#シンエヴァの薄い本」 SNSプレゼントキャンペーンを実施[163]。
- 2021年6月14日、映画館で配布された入場者プレゼント「EVA-EXTRA-EXTRA」の描き下ろし漫画『EVANGELION:3.0（-120min.）』に収録されているイラストからぬりえ絵柄を無償で提供した[353]。

### 放送番組
『プロフェッショナル 仕事の流儀 庵野秀明スペシャル』
（2021年3月22日、NHK総合テレビジョン）
同番組の取材最長期間である、2017年から4年間の取材により本作品の制作の様子が伝えられた。エヴァンゲリオンの制作現場における長期取材許可はこの番組が初めてとなった。また、5月1日にNHK総合にて再放送された。
同番組は第37回ATP賞にてドキュメンタリー部門最優秀賞、テレビグランプリを受賞した。
『さようなら全てのエヴァンゲリオン〜庵野秀明の1214日〜』
（2021年4月29日、NHK BS1）
『プロフェッショナル 仕事の流儀 庵野秀明スペシャル』の100分拡大版。BS1スペシャルにて放送。また、5月30日にNHK BS1、8月6日にNHK総合で再放送され、8月13日よりAmazon Prime Videoより配信された。
『シン・エヴァンゲリオンのオールナイトニッポン』
（2021年6月22日〈6月21日深夜〉1時00分 - 3時00分、ニッポン放送）
『新世紀エヴァンゲリオン劇場版 シト新生』公開時の1997年4月18、25日、『新世紀エヴァンゲリオン劇場版 Air/まごころを、君に』公開時の同年8月22日に、『オールナイトニッポン』第1部にて『オールナイトニッポン〜新世紀エヴァンゲリオンスペシャル〜』を編成して以来、約24年振りに当作品の特番を編成。開始10分余りでTwitterでは世界トレンド1位にランクインするなど話題となった。
後述の配信イベント「続0706作戦」ではディレクターズカット版が配信された。
総合MC：荘口彰久（フリーアナウンサー、元ニッポン放送アナウンサー）
生スタジオ出演：緒方恵美、林原めぐみ、宮村優子、長沢美樹、高橋洋子
リモート生出演：鶴巻和哉、前田真宏
録音コメント：坂本真綾、三石琴乃、山口由里子、立木文彦、清川元夢、関智一、岩永哲哉、岩男潤子、沢城みゆき、山寺宏一

### 配信番組
『『シン・エヴァンゲリオン劇場版』0706作戦 LIVE』
（2019年7月6日、LINE LIVE）
フランス・パリで行われたJapan Expo内での「Yoko TAKAHASHI×EVANGELION STAGE」を生中継した配信番組。番組内では高橋洋子の歌唱とスペシャルゲストの緒方恵美の登壇、『シン・エヴァンゲリオン劇場版 AVANT1 （冒頭10分40秒00コマ）0706版』の上映が行われた。
『『ヱヴァンゲリヲン新劇場版』同時視聴作戦』
（2021年3月5日 - 7日、Amazon Prime Video公式YouTubeチャンネル&Twitter）
「新劇場版」シリーズの見放題配信を行っていたAmazon Prime Videoの公式YouTubeチャンネルとTwitterにてシリーズの過去3作を3日間に渡って同時視聴するイベント。また、最終日には本編の冒頭映像である『これまでのヱヴァンゲリヲン新劇場版+シン・エヴァンゲリオン劇場版冒頭映像12分10秒10コマ』も同時配信された。
MC：川島明（麒麟）（「序」、「破」）、東野幸治（「Q」）
「序」ゲスト：向清太朗（天津）、柏木由紀（AKB48）
「破」ゲスト：向清太朗（天津）、坂東工、野田あず沙
「Q」ゲスト：向清太朗（天津）、トリンドル玲奈、HISASHI
『みんなで語ろう『シン・エヴァンゲリオン劇場版』公開記念特番』
（2021年4月8日、LINE LIVE、GYAO!）
ネタバレなしの前半戦、ネタバレありの後半戦の2部構成で"みんなで語ろう！"をテーマにしたトーク特番。また、GYAO!では本作品の公開記念特集として、3月28日に行われた舞台挨拶の模様や『シン・ゴジラ対エヴァンゲリオン交響楽』、庵野秀明監督作品である『彼氏彼女の事情』といった関連作品の無料配信も同時に始めた。
MC：松澤千晶
ゲスト：乃木坂46 松村沙友理・賀喜遥香、氷川竜介、HISASHI（GLAY）
『『シン・エヴァンゲリオン劇場版』公開記念スペシャルLIVE』
（2021年4月10日、TikTok）
高橋洋子によるスペシャルLIVE、高橋洋子と主人公・碇シンジ役の緒方恵美によるトークLIVEの二部構成で実施した。また、これに先駆け、3月23日よりエヴァの世界観を楽しむエフェクトや公式で使えるエヴァフォントなどスペシャルコラボを展開した。
MC：TikTokクリエイターしんのすけ
『ヒカルパイセンに聞け! on Instagram』
（2021年6月26日、Instagram）
宇多田ヒカルがInstagramで生配信する番組「ヒカルパイセンに聞け! on Instagram」に、総監督の庵野秀明がゲスト出演した。2人が顔を合わせたのは「序」の試写会以来、公の場に2人が出たのは今回が初となった。配信では庵野総監督がディレクションした「One Last Kiss」MVの制作秘話や新劇場版シリーズで主題歌をオファーした理由などについて語られており、同時再生数は序盤から4万人以上を記録した。
『続0706作戦』
（2021年7月6日、カラー公式YouTubeチャンネル）
2019年の同日に行われた『シン・エヴァンゲリオン劇場版 AVANT1（冒頭10分40秒00コマ）0706版』の世界上映イベント「0706作戦」から2年、コロナ禍のため当時のようなイベントは実施できないものの、何かファンへの思い出に残ることをという思いからオンラインにて開催されたイベント。二部構成で実施され、第一部では「『これまでのヱヴァンゲリヲン新劇場版』+『シン・エヴァンゲリオン劇場版 冒頭18分47秒13コマ』」、初号機vs第13号機対決シーン映像の裏側メイキング「ev04 sn301 c714 初号機対第13号機 特撮ステージアセット展開映像 (約1分)」、「スタジオカラー公式WEBラヂオ 制作スタッフトーク（薄い本アウトテイクスの話も）」を配信。第二部では6月22日〈6月21日深夜〉にニッポン放送で生放送された『シン・エヴァンゲリオンのオールナイトニッポン』を、時間の関係でカットせざるを得なかったキャストメッセージまでを含めて配信する「『シン・エヴァンゲリオンのオールナイトニッポン』ディレクターズカット版」の特別配信が行われた。
『「シン・エヴァンゲリオン劇場版」1周年記念特番』
（2022年3月8日、Twitch）
公開から1周年を記念して行われた特番。特番ではAmazon Prime Videoのウォッチパーティ機能を用いた同時観賞会やナビゲーターによるトーク、1周年を記念したキャストのコメント、事前に募集した質問に対する庵野総監督やスタッフ陣の回答が公開された。
ナビゲーター：向清太朗（天津）、北原里英、伊藤幸司（ランジャタイ）

## 関連商品

### BD・DVD
2023年3月8日に、Blu-ray Disc・4K Ultra HD Blu-ray・DVD版『シン・エヴァンゲリオン劇場版 EVANGELION:3.0+1.11 THRICE UPON A TIME』を発売。2021年3月8日の映画封切り時に上映された『3.0+1.0』バージョンに対し、一部調整作業を行った『3.0+1.01』バージョンが同年6月12日より全国の劇場で上映、後に映像配信されたが、本商品にはさらに一部調整を重ねた『3.0+1.11』バージョンが収録されている。また、新作特典映像『EVANGELION:3.0（−46h）』なども収録されている。
2025年12月10日にはこれまでソフト化されていなかった劇場公開版である『3.0+1.0』や、一部調整作業を行ったバージョンである『3.0+1.01』を収録した「EVANGELION 30th Anniversary Movie Collection」が発売予定。『3.0+1.0』はデジタルマスターで収録される。収録内容については新世紀エヴァンゲリオンの作品一覧#Blu-rayを参照。

### サウンドトラック
当初は2021年2月10日に鷺巣詩郎によるサウンドトラック『Shiro SAGISU Music from "SHIN EVANGELION"』（KICA-2586〜8、CD3枚組）が発売される予定であったが、公開延期によって発売日が3月17日に延期となった。初回プレス分に付属する外箱ジャケットは、総作画監督の錦織敦史による劇場用ポスタービジュアルの一部を使用したものとなっている。また、同年6月18日には各音楽配信サイトで配信が開始された。

### 書籍
- 『シン・エヴァンゲリオン劇場版 アニメーション原画集 上巻』 - 2022年7月8日発売[386][注 34]
- 『シン・エヴァンゲリオン劇場版 アニメーション原画集 下巻』 - 2022年11月11日発売[389]
- 『プロジェクト・シン・エヴァンゲリオン : 実績・省察・評価・総括』 - 2023年7月14日発売[390]
- 『シン・エヴァンゲリオン劇場版 全記録全集 ビジュアルストーリー版』 - 2025年3月8日発売[391]
- 『シン・エヴァンゲリオン劇場版 全記録全集 設定 資料版 上巻』 - 2025年度内発売予定[392]
- 『シン・エヴァンゲリオン劇場版 全記録全集 設定 資料版 下巻』 - 2025年度内発売予定[392]